# Zirkumzision

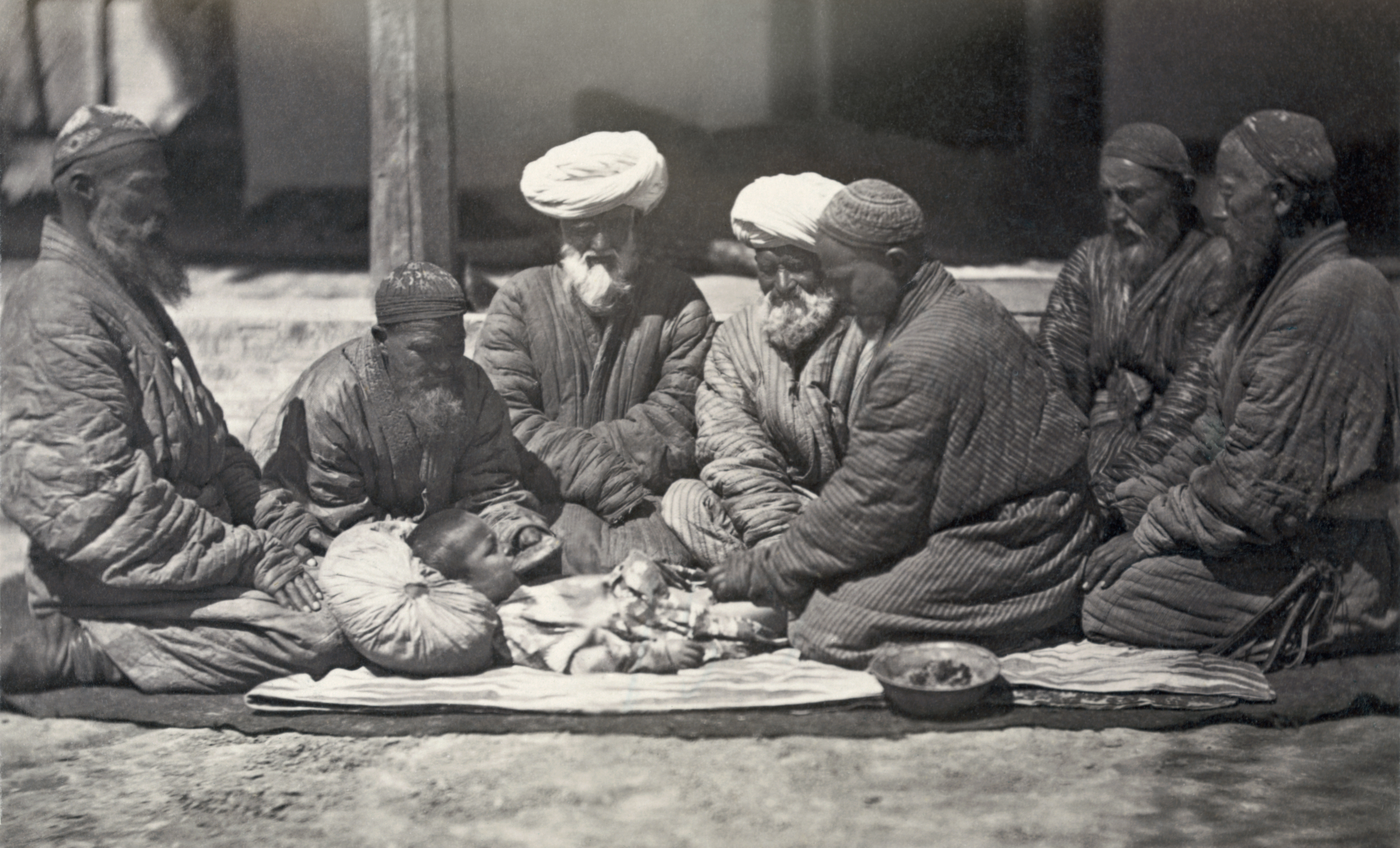
Zirkumzision an einem Jungen in Zentralasien, vermutlich Turkmenistan (um 1870)

Zirkumzision (von lateinisch circum ‚um, herum‘  / lateinisch incisere ‚schneiden‘: lateinisch circumcisio ‚Beschneidung‘), auch männliche Beschneidung, meint in erster Linie die vollständige Entfernung der männlichen Vorhaut. Mittlerweile wird entgegen der ursprünglichen Bedeutung vielfach auch eine teilweise Entfernung der männlichen Vorhaut als Zirkumzision angesehen. Die Zirkumzision gehört zu den weltweit am häufigsten durchgeführten körperlichen Eingriffen und wird meist aus religiösen und kulturellen Beweggründen durchgeführt, selten mit medizinischer Indikation.
Gegenwärtig sind schätzungsweise zwischen 33 % und 39 % der männlichen Weltbevölkerung beschnitten. Die Beschneidung von gesunden Kindern am achten Lebenstag gilt im Judentum als Gebot Gottes. Der Koran erwähnt sie nicht ausdrücklich. Dennoch ist sie in islamisch geprägten Ländern als Sunna weit verbreitet und wird im Kindes- oder Jugendalter durchgeführt. In einigen Gesellschaften ist die Beschneidung ein Initiationsritual; dieses Ritual symbolisiert die Aufnahme des Jugendlichen in die Gemeinschaft der erwachsenen Männer.
Die Zirkumzision ist eine von mehreren Behandlungsmöglichkeiten (s. z. B. Triple Inzision), die beispielsweise bei schweren Formen der pathologischen Phimose als indiziert gilt, wenn Behandlungsalternativen nicht erfolgversprechend sind oder zuvor keinen Heilungserfolg brachten.
Die Zirkumzision als Routineeingriff ist besonders bei Minderjährigen umstritten, wenn auch nicht annähernd in einem Maße, das mit dem der universellen Ächtung der Weiblichen Genitalverstümmelung vergleichbar wäre. Von vielen Kinderschutzverbänden und einem Teil der Ärzteorganisationen wird die nicht medizinisch begründete Beschneidung abgelehnt, da sie den Körper irreversibel verändere und bei nicht einwilligungsfähigen Jungen nicht im Einklang mit Gesundheitsschutz und Kindeswohl stehe. Im angelsächsischen Bereich gibt es schon länger eine gesellschaftliche Debatte zwischen Gruppen von Gegnern der Beschneidung („Intaktivisten“-Bewegung) und Befürwortern. Umstritten sind insbesondere medizinischer Nutzen und Risiken, bei Kindern auch ethische und rechtliche Aspekte sowie die Beurteilung im Hinblick auf die Menschenrechte, vor allem das Recht auf körperliche Unversehrtheit.

## Beschneidung in Kulturgeschichte und Religion

### Ursprung und rituelle Bedeutung der Beschneidung
Die Ursprünge des Brauchs der Beschneidung sind weitgehend ungeklärt. Vermutlich haben patriarchale Stammesgesellschaften die Beschneidung beider Geschlechter eingeführt. Älteste Überlieferungen des Rituals deuten auf Volksgruppen, die in ariden, wüstenähnlichen Regionen lebten. Nomaden insbesondere Nord- und Ostafrikas sowie Australiens und deren Nachfolgereligionen praktizieren auch heute die religiös motivierte Beschneidung von Jungen, von Mädchen (siehe Geographische Verbreitung weiblicher Genitalverstümmelung) oder beiden Geschlechtern.
Auf einen Ursprung in der Steinzeit deuten Funde des traditionell verwendeten Werkzeugs. Hier wird vermutet, dass die Prozedur anfänglich der Markierung der Stammeszugehörigkeit diente.
Archäologische Funde legen nahe, dass schon um das Jahr 7500 v. Chr. die Kastration als Akt der Hingabe wesentlicher Teil des antiken Kybele-Kultes war. Einer Theorie der Urologen Mordeniz und Verit zufolge entwickelte sich hieraus der Brauch der Vorhautbeschneidung als weniger invasive und blutige Prozedur. Durch Kontakt mit dem Kult am Beginn des 1. vorchristlichen Jahrtausends sei es zu einer Übernahme des Brauches in das Judentum gekommen. Eine andere, volkstümlichere Argumentation besagt, dass die Vorhaut im Grunde die einzige Stelle des (männlichen) Körpers sei, deren „Opferung“ keinerlei Schaden mit sich bringe. Diese Reform war ein Pars-pro-toto-Opfer, das in der biblischen Tradition – und für den skizzierten Zusammenhang von Menschenopfer (hier Opferung des Sohnes Isaak), Beschneidung und Fruchtbarkeit exemplarisch – Abraham als erster vornahm (Gen 17,12 ).
Die rituelle oder religiöse Beschneidung in der Pubertät gilt bei beiden Geschlechtern als Initiationsritus. Der heranwachsende Mensch wird in die Gemeinschaft aufgenommen, indem er bewusst in eine Krisensituation gebracht wird, in der er „Mut zeigen“, „sich bewähren“ und als „vollwertiges Mitglied“ erweisen soll. Oft muss er dabei schmerzhafte oder demütigende Prozeduren über sich ergehen lassen. So stellt die Beschneidung bei den Bambara und den Dogon im westafrikanischen Mali einen Mannbarkeitsritus dar, der die ursprüngliche Androgynität, als „verhexte Weiblichkeit“ durch die Vorhaut symbolisiert, aufheben soll.
Neben der Beschneidung der Vorhaut des Mannes gibt es verschiedene Formen von operativen Eingriffen am Penis, die im Rahmen derartiger Initiationsriten bei Naturvölkern auch heute noch praktiziert werden. Bei den Aborigines (den australischen Ureinwohnern) sowie auf mehreren Inseln des Westpazifischen Ozeans ist es Brauch, jungen Männern einige Wochen nach Entfernung der Vorhaut den Penis aufzuschlitzen, was eine vollständige oder partielle Spaltung der Harnröhre bewirkt, die sogenannte Subinzision. In Indonesien werden einigen Jungen zu Beginn der Pubertät Bambus- oder Metallkugeln, sogenannte Implants, in den Penisschaft oder die Eichel eingesetzt.

### Beschneidung im Alten Ägypten

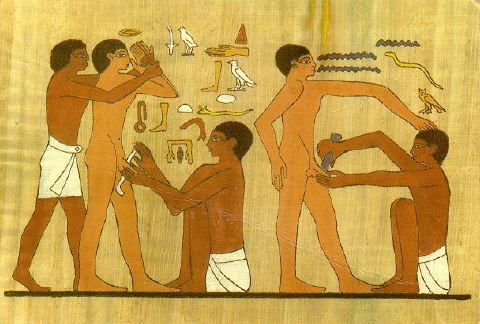
Beschneidung erwachsener Männer. Zeichnung eines Reliefs im Grab des Anchmahor (um 2300 v. Chr.).

Die älteste bekannte Darstellung einer durch Priester durchgeführten Beschneidung ist ein ägyptisches Relief in der Mastaba des Anchmahor, Wesir des Pharao Teti II., in Sakkara (um 2300 v. Chr.). Die Ursprünge der Beschneidung in Ägypten werden unter anderem mit dem dortigen Schlangenkult in Verbindung gebracht, der in der Verehrung der Götter Mehen, Wadjet und Apophis zum Ausdruck kommt. Den alten Ägyptern galt die Schlange als unsterblich, weil sie ihre Haut abwerfen und sich damit immer wieder erneuern konnte. Einige Kulturhistoriker vermuten, die Beschneidung eines Mannes habe symbolisch die Häutung der Schlange nachvollziehen und die menschliche Seele unsterblich machen sollen.

### Judentum

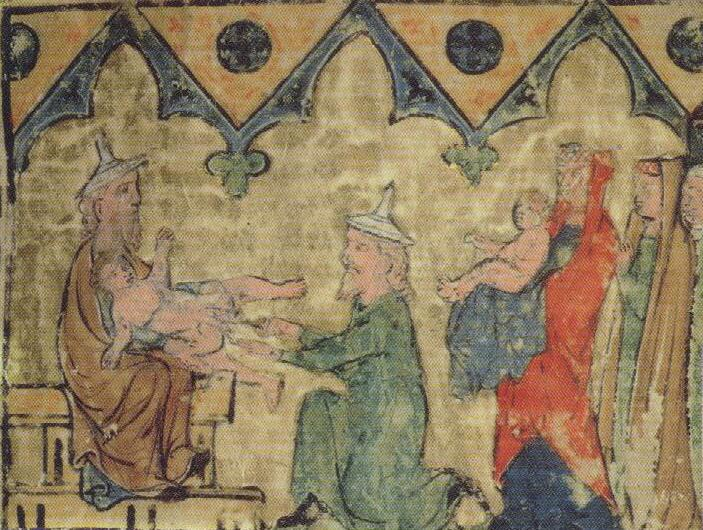
Die Beschneidung Isaaks (Regensburg Pentateuch, zirka 1300; Israel-Museum, Jerusalem)

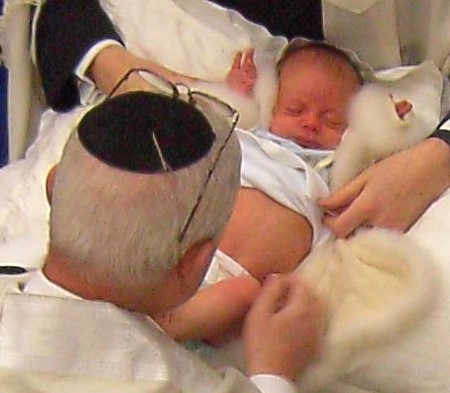
Durchführung einer Brit Mila

Laut der Tora wurde die Beschneidung unter den Israeliten durch ein göttliches Gebot an ihren Stammvater Abraham eingeführt:

„Das aber ist mein Bund, den ihr halten sollt zwischen mir und euch und deinem Geschlecht nach dir: Alles, was männlich ist unter euch, soll beschnitten werden; eure Vorhaut sollt ihr beschneiden. Das soll das Zeichen sein des Bundes zwischen mir und euch. Jedes Knäblein, wenn’s acht Tage alt ist, sollt ihr beschneiden bei euren Nachkommen. […] Wenn aber ein Männlicher nicht beschnitten wird an seiner Vorhaut, wird er ausgerottet werden aus seinem Volk, weil er meinen Bund gebrochen hat.“

Wie hier erwähnt soll die Beschneidung am achten Tag nach der Geburt stattfinden. Sie wird von einem jüdischen Beschneider (Mohel, Plural Mohalim) durchgeführt, der darin ausgebildet wurde. Unterschiedliche Auffassungen gibt es darüber, ob die Brit Mila ohne oder mit Betäubung stattfinden soll.
Die Beschneidung wird im Judentum als Eintritt in den Bund mit Gott angesehen. Diesen Bund ging Gott nach jüdischer Überlieferung mit Abraham (und seiner Familie) ein; daher wird der Beschneidungsbund auch als „abrahamitischer Bund“ bezeichnet. Sie ist allerdings nicht in erster Linie als Abgrenzung der Juden von anderen Völkern gemeint, sondern als Zeichen des Bundes, sie ist also „weniger Unterscheidungsmerkmal als Bekenntniszeichen.“
Ebenso wie im 1. Jahrhundert n. Chr. der jüdisch-hellenistische Philosoph Philon von Alexandria in De Circumcisione, befürwortete im 12. Jahrhundert der jüdische Arzt und Rabbi Moses Maimonides die Beschneidung auch wegen ihrer angeblich den Sexualtrieb mäßigenden Wirkung: Die Geschlechtsorgane sollten so verletzt und geschwächt werden, dass sie zwar noch funktionieren, aber keine „überschüssige“ Lust mehr zulassen. Die Fähigkeit, der Ehefrau sexuelle Lust zu bereiten, ist aber auch laut Maimonides die Voraussetzung für eine Ehe.
Während nach Ansicht der (christlichen) historisch-kritischen Bibelforschung die größten Teile der Abrahamsgeschichte der Entstehungszeit um 950 v. Chr. zugeordnet werden, soll diese Form des Abrahambund erst 400 Jahre später mit der Priesterschrift im Zuge einer umfassenden Überarbeitung des Pentateuch eingefügt worden sein. Gleiches gilt für die wiederholte Vorschrift der Knabenbeschneidung am achten Lebenstag durch Gott in der Torah (Lev 12,1–8 ), die dort im Kontext der vorübergehenden Unreinheit der Mutter erwähnt wird. Als ursprüngliche Version des Bundes gilt Genesis 15 (Gen 15,1–21 ), welcher dort durch Abraham mittels Tieropfer geschlossen wird.
Dem israelischen Anthropologen Nissan Rubin zufolge enthielt die jüdische Beschneidung in den ersten beiden Jahrtausenden nicht die Periah. Diese sei erst in der Zeit des Bar-Kochba-Aufstands (132–135 n. Chr.) von den Rabbinern vorgeschrieben worden, um das u. a. im Talmud und bei den Makkabäern (1 Makk 1,11-15 ) erwähnte meshikhat orlah (das Wiederherstellen der Vorhaut durch Strecken) unmöglich zu machen. Dieses habe sich unter hellenistischem Einfluss verbreitet, da in der griechischen Gesellschaft eine entblößte Eichel als obszön und lächerlich galt.
Die – nach jüdischem und protestantischem Verständnis als Apokryphen gewerteten – Bücher 1 und 2 Makkabäer sind die älteste heute bekannte Quelle für eine Unterdrückung der Brit Mila. Laut Makkabäer hat Antiochos IV. Epiphanes zu Beginn des zweiten vorchristlichen Jahrhunderts versucht, Juden in seinem Reich zu hellenisieren: „[…] Auch die Beschneidung verbot er und gebot, die Leute an alle Unreinheiten und heidnischen Bräuche zu gewöhnen, … Die Frauen, die ihre Söhne hatten beschneiden lassen, wurden getötet, wie Antiochos befohlen hatte; man hängte ihnen die Knäblein an den Hals in ihren Häusern und tötete auch sie, die sie beschnitten hatten.“ (1 Makk 1,51-64 ) „Zwei Frauen nämlich wurden vorgeführt, weil sie ihre Söhne beschnitten hatten. Denen band man die Kindlein an die Brust und führte sie öffentlich herum durch die ganze Stadt und warf sie zuletzt über die Mauer hinab.“ (2 Makk 6,10 )
In (1 Sam 18,25-27 ) fordert König Saul für seine Tochter einen Brautpreis von 100 Vorhäuten getöteter Philister von König David, in der Hoffnung, dass dieser dabei umkomme, doch dieser übergibt daraufhin die doppelte Menge. In (Gen 34,14-25 ) fordern die Brüder Dinas, einer Tochter Jakobs, die vom Sohn des örtlichen Hiwiterfürsten vergewaltigt wurde, die Beschneidung seines Stammes als Voraussetzung für eine ausgleichende Heirat. Auch hier stellt sich die Forderung als List heraus, denn zwei der Brüder nutzen das Wundfieber der Beschnittenen, um ungehindert alles Männliche in der Stadt umzubringen.
Innerhalb des in Deutschland im 19. Jahrhundert aufkommenden Reformjudentums gab es Stimmen, die das alte Ritual abschaffen oder zumindest modifizieren wollten. Der Rabbi Samuel Holdheim vertrat 1844 in seinem Buch Ueber die Beschneidung den Standpunkt, dass die Zirkumzision kein Sakrament und damit für die Zugehörigkeit zum Judentum keine Notwendigkeit sei. Abraham Geiger, einer der Begründer des Reformjudentums, das in Deutschland als liberales Judentum bezeichnet wird, entschied sich aber für die Beibehaltung der Beschneidung, was auch für das Reformjudentum der Gegenwart weiterhin gilt. Im 19. Jahrhundert und zu Beginn des 20. Jahrhunderts verzichteten einige assimilierte jüdische Familien auf die Beschneidung ihrer Söhne. Zum Beispiel ließ Theodor Herzl seinen Sohn Hans 1891 nicht beschneiden.
Theodor Herzl identifizierte sich bis 1891 nicht mit dem Judentum; er hatte, bevor er den modernen politischen Zionismus zu begründen begann, zur Lösung der „Judenfrage“ eine Massentaufe der Juden im Wiener Stephansdom empfohlen.
Derzeit lassen die meisten jüdischen Familien – auch die meisten nichtreligiösen – ihre Söhne kurz nach der Geburt beschneiden. In den Ländern des ehemaligen Ostblocks – er zerfiel 1990 – ist nach Angaben eines dort tätigen Mohels nur eine sehr kleine Minderheit unter den jüdischen Männern beschnitten, was auf das frühere kommunistische Regime in diesen Ländern zurückzuführen sei; die Bereitschaft zur Beschneidung nimmt dort dem Mohel zufolge inzwischen aber deutlich zu. In Israel, wo nach Angaben von Rabbiner Moshe Morsenau, Leiter des Referats für Beschneidungen (Brit Mila) im Büro des israelischen Oberrabbinats, 2011 insgesamt rund 60.000 Beschneidungen stattgefunden haben, wird der Anteil der nicht beschnittenen jüdischen Söhne auf 2 % geschätzt und die Anzahl der Familien, die auf eine Brit Mila verzichtet haben, auf einige Tausend. Israelische Gegner der Beschneidung geben an, neue Umfragen hätten ergeben, dass 3 % der jüdischen Israelis ihre Söhne nicht beschnitten haben oder nicht beschneiden wollen.

### Christentum

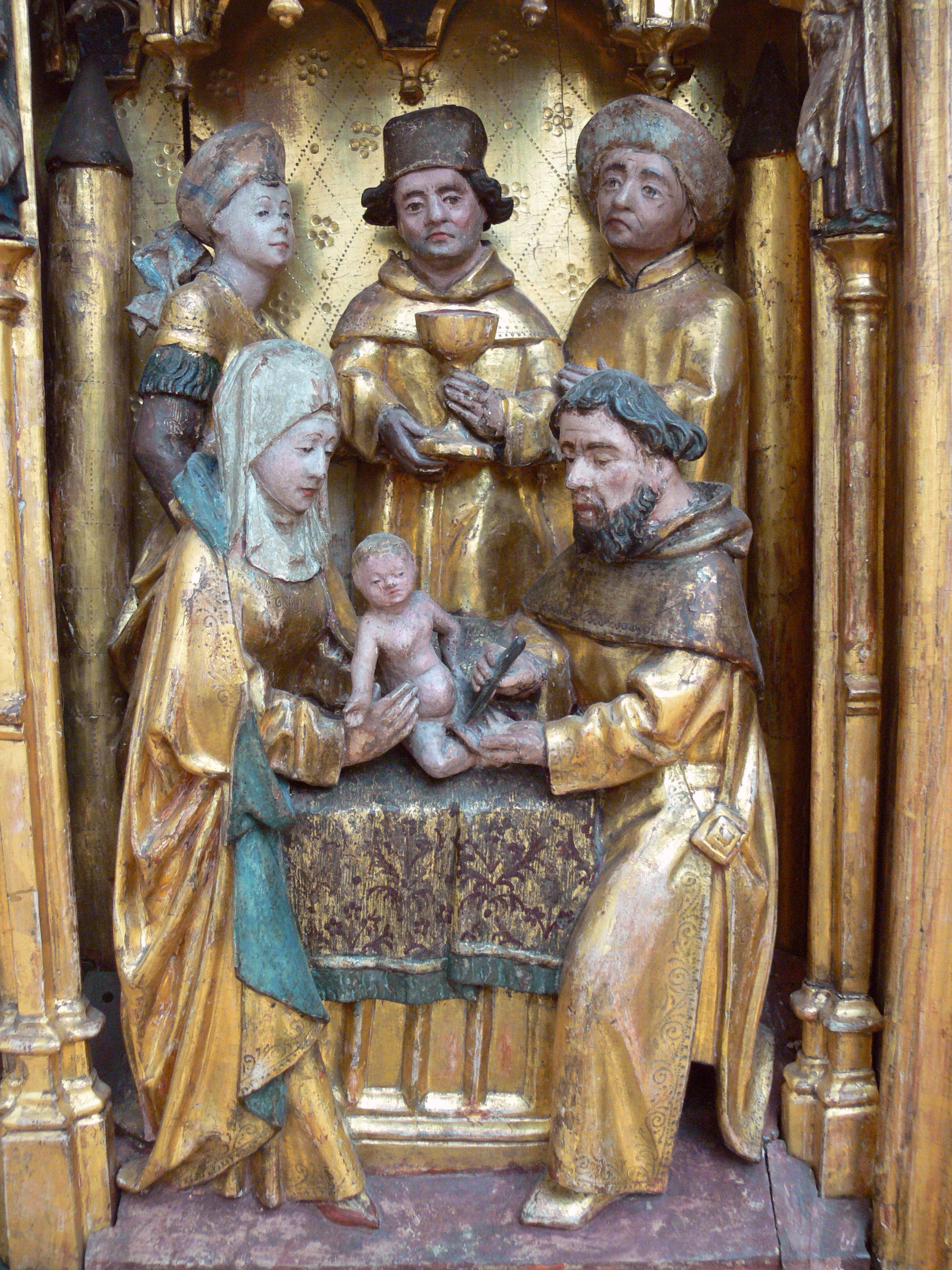
Beschneidung Jesu, Brabanter Flügelretabel, um 1480

Im frühen Christentum sprach sich Paulus von Tarsus gegen eine Pflicht zur Beschneidung für die neubekehrten Heidenchristen aus. Paulus war selbst ein beschnittener Judenchrist. Für ihn entscheidend war nicht die körperliche Beschneidung, sondern die – bereits im Judentum ebenfalls betonte – „Beschneidung des Herzens“, wie sie schon das 5. Buch Mose kennt: „Ihr sollt die Vorhaut eures Herzens beschneiden und nicht länger halsstarrig sein.“ (Dtn 10,16 ). Wer glaube, so Paulus, allein durch körperliche Beschneidung gottgefällig zu sein und heilig zu werden, sei auf einem Irrweg: „Die Beschneidung ist wohl nütze, wenn du das Gesetz hältst; hältst du aber das Gesetz nicht, so bist du aus einem Beschnittenen schon ein Unbeschnittener geworden.“ (Röm 2,25 ). Entscheidend sei der demütige Glaube: „Denn in Christus Jesus kommt es gerade nicht darauf an, beschnitten oder unbeschnitten zu sein, sondern darauf, den Glauben zu haben, der in der Liebe wirksam ist.“ (Gal 5,6 )
Er verurteilt den Rückfall in eine bloße Gesetzeshaltung im Philipperbrief in einer eindeutigen Überspitzung: (Phil 3,2-4a:2) „Hütet euch vor den Hunden, hütet euch vor den schlechten Arbeitern, hütet euch vor der Verschneidung.“ (3) „Denn die Beschneidung, das sind wir, die wir im Geiste Gottes dienen und uns in Christus Jesus rühmen und nicht auf Fleisch vertrauen“ – (4) „obgleich ich auch auf Fleisch Vertrauen setzen könnte.“
Hätte man an der Beschneidungspflicht für männliche Konvertiten festgehalten, so hätte dies für die Missionierung von Nichtjuden und den Aufstieg zu einer Weltreligion ein ganz erhebliches Hindernis bedeutet.
Mit dem Ende des antiken Judenchristentums als eigener Strömung verschwand dann die Beschneidung im Christentum fast ganz. Einige christliche Kirchen wie die Koptisch-Orthodoxe Kirche, Äthiopisch-Orthodoxe Kirche sowie die Eritreisch-Orthodoxe Tewahedo-Kirche praktizieren weiterhin die Beschneidung. Im Christentum wurde das Ritual der Beschneidung der männlichen Neugeborenen, das zugleich ein Ritual des Namens oder seiner Zuerteilung darstellt, weitgehend durch das der Taufe abgelöst.
Der westgotische König Wamba setzte im Jahr 673 die Beschneidung als Strafe für Angehörige seiner eigenen Truppen ein, die während eines Feldzugs spanische Frauen vergewaltigt hatten. Die Betroffenen wurden damit entsprechend der antijüdischen Gesetzgebung des Toledanischen Reiches als Juden markiert und aus der christlichen Rechtsgemeinschaft ausgestoßen.
Das Zweite Vatikanische Konzil schaffte 1962 das Fest zur Beschneidung des Herrn (in circumcisione domini) ab, mit dem acht Tage nach Heiligabend jeweils am 1. Januar der Beschneidung Jesu (Lk 2,21 ) gedacht wurde.

### Islam

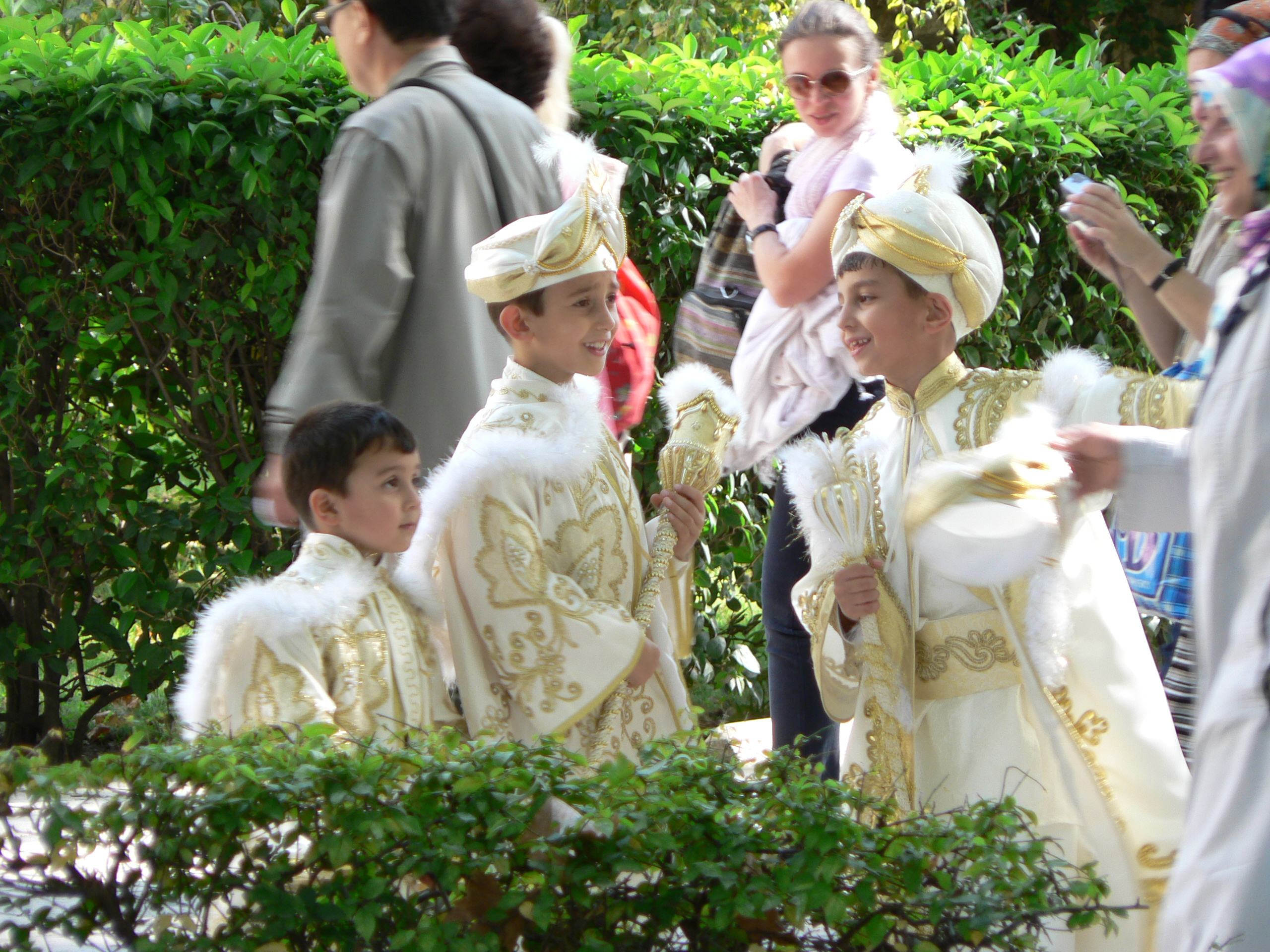
Jungen auf dem Weg zu einer türkischen Beschneidungszeremonie

Die Beschneidung (arabisch ختان chitān, DMG ḫitān und ختن, DMG ḫatn, persisch auch ختنه chotne, DMG ḫotne) wird heute von den meisten Muslimen als integraler Bestandteil des Islam angesehen. Der Prophet Mohammed kam laut einer Überlieferung ohne oder mit einer sehr kurzen Vorhaut zur Welt. Die Beschneidung wird heute bei Muslimen als ein Zeichen der Religionszugehörigkeit im Kindesalter – bis zum Alter von 13 Jahren – durchgeführt. Oft wird aus diesem Anlass ein großes Familienfest gefeiert. In den meisten Fällen wird so beschnitten, dass die komplette Vorhaut entfernt wird, so dass die Eichel immer freiliegt. Der Beschneidungsstil „low & tight“ wird hier oft angewendet.
In manchen Ländern (z. B. der Türkei) werden Jungen im späteren Kindesalter beschnitten.
Bei der aus diesem Anlass veranstalteten Familienfeier, der Sünnet, können sich islamische Elemente mit traditionellen Elementen mischen.
Die Beschneidung wird im Koran nicht explizit erwähnt und lässt sich lediglich aus der Anweisung, der Religion Abrahams zu folgen, ableiten:

„Sprich: ‚Was Gott sagt, ist die Wahrheit.‘ Folgt dem Weg Abrahams, des Hanifen! Er glaubte innig an Gott, Dem er keine anderen Gottheiten zugesellte.“

Die Beschneidung wird allerdings in den Hadithen erwähnt. Von grundlegender Bedeutung ist die folgende Überlieferung:

„Abū Huraira, Allahs Wohlgefallen auf ihm, berichtete: Der Prophet, Allahs Segen und Heil auf ihm, sagte: Zur Fitra (natürlichen Veranlagung) gehören fünf Dinge: Die Beschneidung (der Männer/Jungen), das Abrasieren der Schamhaare, das Schneiden der (Finger- und Fuß-) Nägel, das Auszupfen (oder Rasieren) der Achselhaare und das Kurzschneiden des Schnurrbarts.“

Auch gibt es einen Hadith, wonach Mohammed seine beiden Enkel al-Hasan ibn ʿAlī und al-Husain ibn ʿAlī beschnitten hat, doch gilt er nicht als vertrauenswürdig, weil er weder in den sechs Büchern, noch im Musnad von Ahmad ibn Hanbal erwähnt wird.
Gleichwohl gilt die Beschneidung des männlichen Geschlechtsteils den meisten Muslimen als Pflicht und wird in der Regel bei männlichen muslimischen Kindern schon frühzeitig – oft als Baby – von den Eltern in Auftrag gegeben. Bei später konvertierten Muslimen kann die Beschneidung durch eine Operation mit örtlicher Betäubung erfolgen. Es gilt als eines der Zeichen des Prophetentums, dass die Propheten bereits beschnitten – also ohne Vorhaut – geboren werden. Beschnitten zu sein kann interpretiert werden als „dem Vorbild der Propheten zu entsprechen“.
Das zu diesem Anlass getragene Beschneidungskostüm (Sünnet Kıyafetleri) ist eine traditionelle, religiöse Tracht, die überwiegend in der Türkei Verwendung findet, ist aufwändig gearbeitet und besteht meist aus einer Stoffhose, einen Hemd, einer bestickten Weste, einer Krawatte oder einer Fliege, einem langen Umhang und einer auffälligen Kopfbedeckung. Die Grundfarbe ist oft weiß, es kann aber auch eine andere Farbe haben. Dazu werden Schuhe getragen und ein Zepter oder ein Dolch. Teilweise wird eine Schärpe mit der Aufschrift „Maşallah“ um die Schulter getragen.

### Jesidentum
Auch im Jesidentum, das zwar eine monotheistische Religion ist, nicht jedoch auf den Offenbarungen einer Heiligen Schrift beruht, ist die Beschneidung von Jungen im Alter von 14 Jahren Teil der traditionellen Übergangsriten, die Sinet oder Sunet genannt wird.

### Neuzeit
Im Jahr 1712 erschien in England das vermutlich von dem geschäftstüchtigen Quacksalber und Schriftsteller John Marten geschriebene und anonym veröffentlichte Pamphlet Onania: or, the Heinous Sin of Self-Pollution („Onanie oder die abscheuliche Sünde der Selbstbeschmutzung“), das nach und nach in alle europäischen Sprachen übersetzt wurde und große Verbreitung erfuhr. Darin wurde behauptet, dass exzessive Masturbation vielfältige Krankheiten wie Pocken und Tuberkulose verursachen könne. Selbst die großen Aufklärer der Zeit glaubten dem anonym veröffentlichten Werk. Denis Diderot nahm die fragwürdigen Thesen sogar in seine Encyclopédie auf. Im 18. und 19. Jahrhundert fand in der Folge in ganz Europa geradezu ein „Feldzug gegen die Masturbation“ statt. Es erschienen unzählige wissenschaftliche und populärwissenschaftliche Veröffentlichungen, die die angeblichen Gefahren der Masturbation anprangerten und Methoden zu ihrer Verhinderung anboten. Als Standardwerk kann die ab 1760 in unzähligen Auflagen verbreitete Schrift L’Onanisme. Dissertation sur les maladies produits par la masturbation („Die Onanie. Abhandlung über Krankheiten durch Masturbation“) des Lausanner Arztes Simon-Auguste Tissot gelten. Zahlreiche Ärzte dieser Zeit hielten Masturbation für die Ursache von „jugendlicher Rebellion“ und von Krankheiten wie Epilepsie, „Erweichung von Körper und Geist“, Hysterie und Neurosen.
Im viktorianischen England fand die Beschneidung vor allem bei der Oberschicht Zustimmung. Über die britische Kolonisierung (→Britisches Weltreich) verbreitete sich die Beschneidung auch in Indien (bis 1947 britische Kolonie), Nordamerika, Australien, Neuseeland und Südafrika. Ab etwa 1860 erschienen Publikationen, die die Beschneidung als „Prävention gegen Masturbation“ – damals pejorativ als „Selbst-Missbrauch“ bezeichnet – oder als „Bestrafung“ dafür propagierten. Beispiele:

„In Fällen von Masturbation müssen wir, wie ich glaube, die Angewohnheit brechen, indem wir die betreffenden Körperteile in einen solchen Zustand bringen, dass es zu viel Mühe macht, mit der Praktik fortzufahren. Zu diesem Zweck, falls die Vorhaut lang ist, können wir den Patienten beschneiden mit gegenwärtigem und wahrscheinlich auch zukünftigem Vorteil. Auch sollte die Operation nicht unter Chloroform vorgenommen werden, so dass der erlittene Schmerz mit der Angewohnheit, die wir auszurotten wünschen, in Verbindung gebracht werden kann.“

„Eine Abhilfe für Masturbation, die bei kleinen Jungen fast immer erfolgreich ist, ist die Beschneidung […] Die Operation sollte durch einen Chirurgen ohne Betäubung vorgenommen werden, da der damit verbundene Schmerz einen heilsamen Effekt auf den Geist hat, insbesondere wenn er mit der Vorstellung von Bestrafung verbunden ist.“

„Clarence B. ergab sich dem geheimen Laster, das unter Jungen verbreitet ist. Ich führte eine Beschneidung an ihm aus […] Er verdiente die gerechte Bestrafung durch den Operationsschmerz nach seinen unerlaubten Lustempfindungen.“

Die Zahl der Zirkumzisionen nahm zu. Die masturbationsfeindliche Motivation findet sich noch in Campbell’s Urology, einem englischsprachigen Standard-Lehrbuch der Urologie, in der Auflage von 1970:

„Eltern erkennen die Wichtigkeit von lokaler Reinlichkeit und genitaler Hygiene bei ihren Kindern bereitwillig an und sind gewöhnlich bereit, Maßnahmen zu ergreifen, welche die Masturbation verhindern können. Aus diesen Gründen wird gewöhnlich zur Beschneidung geraten.“

Die medizinisch nicht-notwendige Beschneidung des Penis wurde in Großbritannien nach 1949 von der Liste der bezahlten Leistungen der Krankenkassen (1948 wurde der National Health Service gegründet) gestrichen, in Kanada in den 1990er Jahren. In Australien fielen die Werte ab den 1970ern von 90 % auf 10 bis 20 %. In den Vereinigten Staaten fielen die Werte ab etwa den 1980er Jahren (nicht so stark und teilweise durch Zuwanderung indiziert). Näheres siehe im Abschnitt „Situation in einzelnen Staaten“.

### Anteil Beschnittener in der Gegenwart

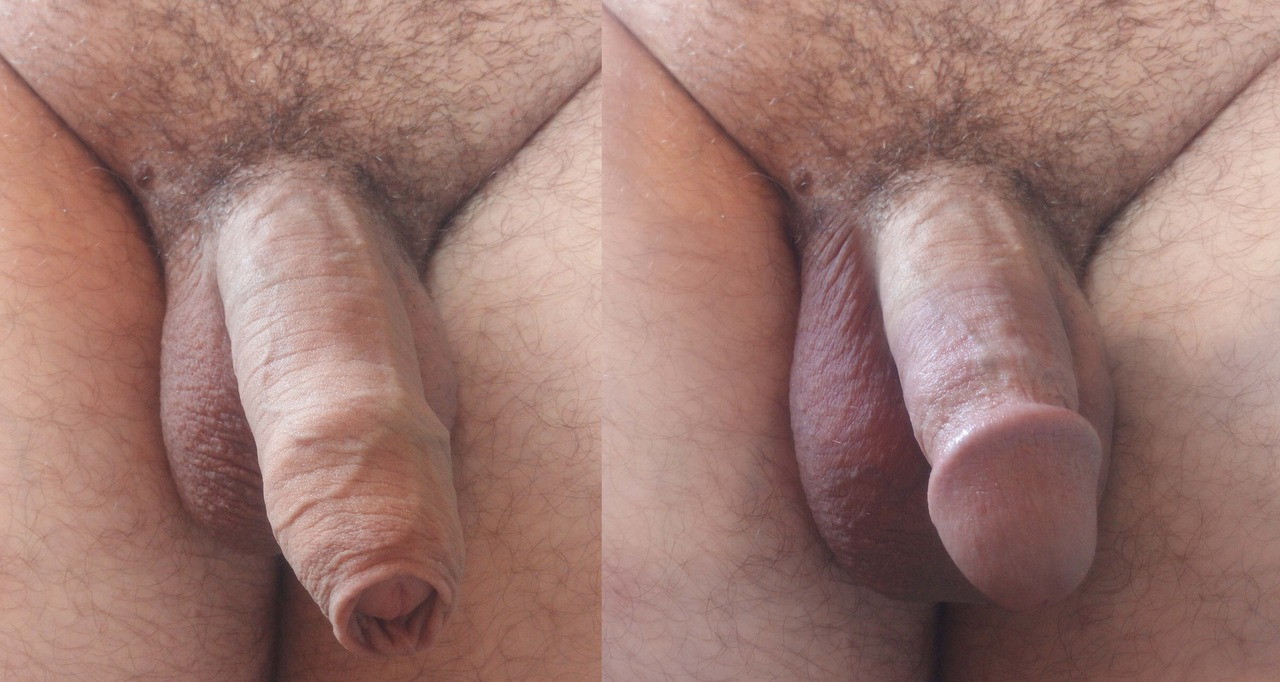
Ergebnis der Zirkumzision: Unbeschnittener (links) und beschnittener Penis

In den USA wurden gemäß einem Bericht der Agency for Healthcare Research and Quality (AHRQ) im Jahr 2005 landesweit 56 % der männlichen Neugeborenen vor der Entlassung aus der Klinik beschnitten. Im Mittleren Westen lag der Anteil dabei mit 75 % erheblich höher als im Westen mit 31 %. Nach den Daten des National Center for Health Statistics nahm die nationale Rate der beschnittenen Neugeborenen von 1979 bis 2010 von 64,5 % auf 58,3 % ab. Berücksichtigt man alle Altersgruppen so sind in den USA rund 80,5 % der Männer beschnitten.
In Deutschland ermittelte das Wissenschaftliche Institut der AOK für die dort abgerechneten ambulanten und klinischen Fälle von Vorhauteingriffen bei Jungen bis fünf Jahren im Jahre 2006 noch 5472 Eingriffe, 2011 waren es 7103 Fälle, obwohl die Anzahl der versicherten Jungen im gleichen Zeitraum um 5 % sank. Auch die Kassenärztliche Bundesvereinigung verzeichnete zwischen 2008 und 2011 allein im ambulanten Bereich einen Anstieg um 34 %. In Cottbus betrug nach einer Untersuchung von 2013 auf der Grundlage von 10.000 Fragebögen von 2005 der Anteil der Beschnittenen 6,7 %. Bei 10,9 % der männlichen Jugendlichen in Deutschland wurde eine Zirkumzision durchgeführt. Im Jahr 2014 fanden in Deutschland 66.717 medizinisch indizierte und von den gesetzlichen Krankenkassen gezahlte Zirkumzisionen ambulant statt, hinzu kommen 13.477 stationäre Zirkumzisionen. Einer 2021 veröffentlichten Analyse zufolge gibt es in Deutschland keinen Trend zur Beschneidung von Neugeborenen. Die überwiegende Mehrheit der zu beschneidenden Jungen werde nach dem ersten Lebensjahr operiert. Die Zirkumzisionsrate war im Untersuchungszeitraum (2005 bis 2017) rückläufig.
In Großbritannien wurde bei rund 21 % der Männer die Vorhaut entfernt, in Frankreich beträgt der Anteil der Beschnittenen rund 14 % und in Belgien sind 22,6 % der Männer beschnitten worden.
Südkorea hat in Asien mit Ausnahme der islamisch geprägten Staaten nach den Philippinen mit den zweithöchsten Anteil an Beschneidungen. Bei jungen Männern beträgt dieser knapp 80 %. Die Beschneidung von Neugeborenen ist unüblich; Südkorea ist das Land mit dem höchsten Anteil an Beschneidungen im Teenager- und Erwachsenenalter. Die Beschneidungsrate ist in den 1980er und 1990er Jahren stark angestiegen (1945 betrug sie etwa 0,1 %). Die Beschneidung wurde bis vor wenigen Jahren in den Hygienevorgaben des Militärs ausdrücklich empfohlen, galt allerdings nie als verpflichtend und wird inzwischen nicht mehr aufgeführt. Seit den 2010er Jahren ist der prozentuale Anteil an beschnittenen Personen in Südkorea moderat sinkend, da immer weniger Zirkumzisionen durchgeführt werden.
Auf den Philippinen ist die Zirkumzision gesellschaftlich weitestgehend ein obligatorischer Bestandteil der dortigen Kulturen und ist dort als Tulì bekannt. Annähernd 92 % der männlichen Bevölkerung auf den Philippinen sind beschnitten.

## Durchführung der Zirkumzision
Es gibt verschiedene chirurgische Methoden zur Durchführung einer Zirkumzision. Bei der am weitesten verbreiteten Methode schneidet der Chirurg die Vorhaut zirkulär mit einem Skalpell ab. Die bei medizinischer Indikation typischerweise angewandte Operationstechnik geht auf den Begründer der plastischen Chirurgie, Johann Friedrich Dieffenbach, zurück.
Vor allem in den USA sind verschiedene Methoden mit unterschiedlichen Klemmen und sogenannten circumcision kits in Gebrauch, die eine freihändige Beschneidung ersetzen sollen und vor allem die Naht überflüssig machen (die Klemme bleibt angelegt, bis unter ihr die Wunde verheilt ist).
Für die neonatale Beschneidung wurden verschiedene Techniken zur Reduzierung der Stressbelastung entwickelt. Kirya und Werthman stellten 1978 den Dorsal Penile Nerve Block (DPNB) vor. Hierfür wird ein lokal wirksames Betäubungsmittel subkutan beidseitig der Peniswurzel injiziert. Als Lokalanästhetikum für den DPNB kommen Lidocain und Bupivacain in Frage. In einer Vergleichsstudie aus 2005 erwies sich Bupivacain als überlegen. Masciello untersuchte 1990 die Lokalanästhesie per Lidocain-Injektion am Penisschaft und fand diese Methode im Vergleich dem DPNB überlegen. Stang u. a. empfahlen 1997 zur Stress- und Schmerzreduzierung zusätzlich zum DPNB die Verwendung eines Schnullers, der zuvor in eine Saccharoselösung getaucht wurde, sowie den Einsatz eines speziell gestalteten OP-Stuhls. Bei einer traditionell durchgeführten Brit Mila kommt dem Sandek die Aufgabe zu, das Kind zu halten und mit süßem Wein zu beruhigen. Die systematische Übersichtsarbeit mit Metaanalyse der Daten mehrerer randomisierter, kontrollierter Studien ergab 2001, dass der DPNB bei der neonatalen Beschneidung die am häufigsten untersuchte Methode zur Schmerzlinderung war, zudem am meisten effektiv gegen den Schmerz des Eingriffs. Verglichen mit einem Placebo zeigte sich die oberflächliche Lidocain-Anwendung (EMLA) ebenfalls effektiv, jedoch weniger als ein DPNB. Beide Interventionen erschienen den Reviewautoren als sicher für die Anwendung an Neugeborenen. Keine der untersuchten Methoden konnten die schmerzbedingten Reaktionen komplett eliminieren.
In Deutschland finden nichtrituelle Beschneidungen auch bei Säuglingen immer mit örtlicher Betäubung statt. Laut den Leitlinien der Deutschen Gesellschaft für Kinderchirurgie ist für die operative Behandlung einer Phimose eine Narkose erforderlich, ergänzt durch eine Leitungsanästhesie.

### Allgemeines

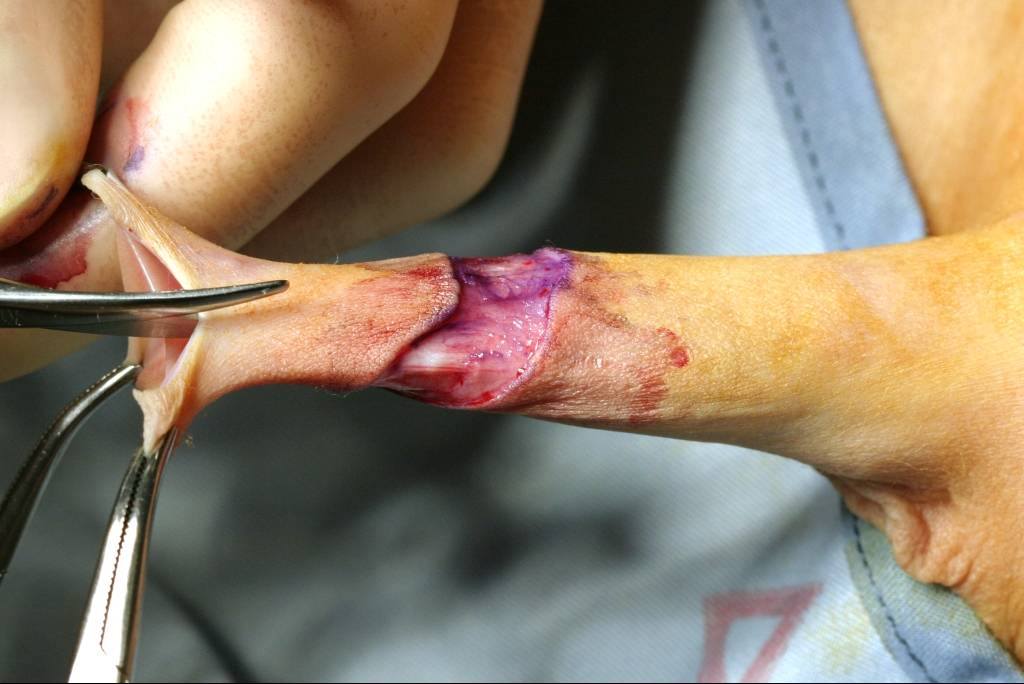
Längsschnitt mit der Schere nach vorherigem zirkulären Hautschnitt mit Skalpell

In Europa ist es verbreitet, die über die Eichel vorgezogene und überstehende Vorhaut zunächst mit einer Klemme zu fassen und vor dieser die Eichel schützenden Ebene durch einen Schnitt abzutrennen. Häufig wird danach der zwischen diesem Schnitt und dem Eichelkranz verbliebene Hautring (inneres Vorhautblatt) zusätzlich eingekürzt. Je nach Wunsch des Patienten oder seiner Eltern oder je nach Empfehlung des Arztes kann dabei ein unterschiedliches Ergebnis hinsichtlich der verbleibenden Hautmenge bestimmt werden (siehe Abschnitt „Beschneidungsstile“). Eine weitere Methode besteht in der freihändigen zirkulären Durchtrennung der Haut an zwei vorher markierten Stellen. Auch diese Markierung dient der Festlegung, wie viel Haut abgetragen werden und wie weit von der Eichel entfernt die verheilte Narbe liegen soll. Danach wird die zwischen den beiden ringförmigen Schnitten liegende Haut abgetragen; die flankierenden Ränder werden zueinander geführt. Diese Art ist bei kurzem Präputium angezeigt, das nicht so weit vor die Eichel gezogen werden kann, dass es vor dieser übersteht.
Der Eingriff dauert zirka 15 Minuten, danach werden die Wundränder mit selbstauflösendem Material miteinander vernäht. Die Wunde heilt in der Regel innerhalb von zwei Wochen ab. Nach dieser Zeit lösen sich die Fäden selbstständig auf. Es sollte jedoch für einen Zeitraum von drei Wochen nach dem Eingriff auf den Geschlechtsverkehr verzichtet werden.

### Gomco-Klemme
Gomco Clamp, zu Deutsch Gomco-Klemme, ist ein Markenname der Goldstein Medical Company und wird vor allem in den USA zur Säuglingsbeschneidung eingesetzt. Dabei wird die Klemme zwischen Eichel und Vorhaut geschoben und danach geschlossen. Die Vorhaut wird dabei vorsichtig abgeklemmt. Als Vorteile gelten relativ geringer Blutverlust und relativ schnelle Durchführbarkeit.

### Plastibell

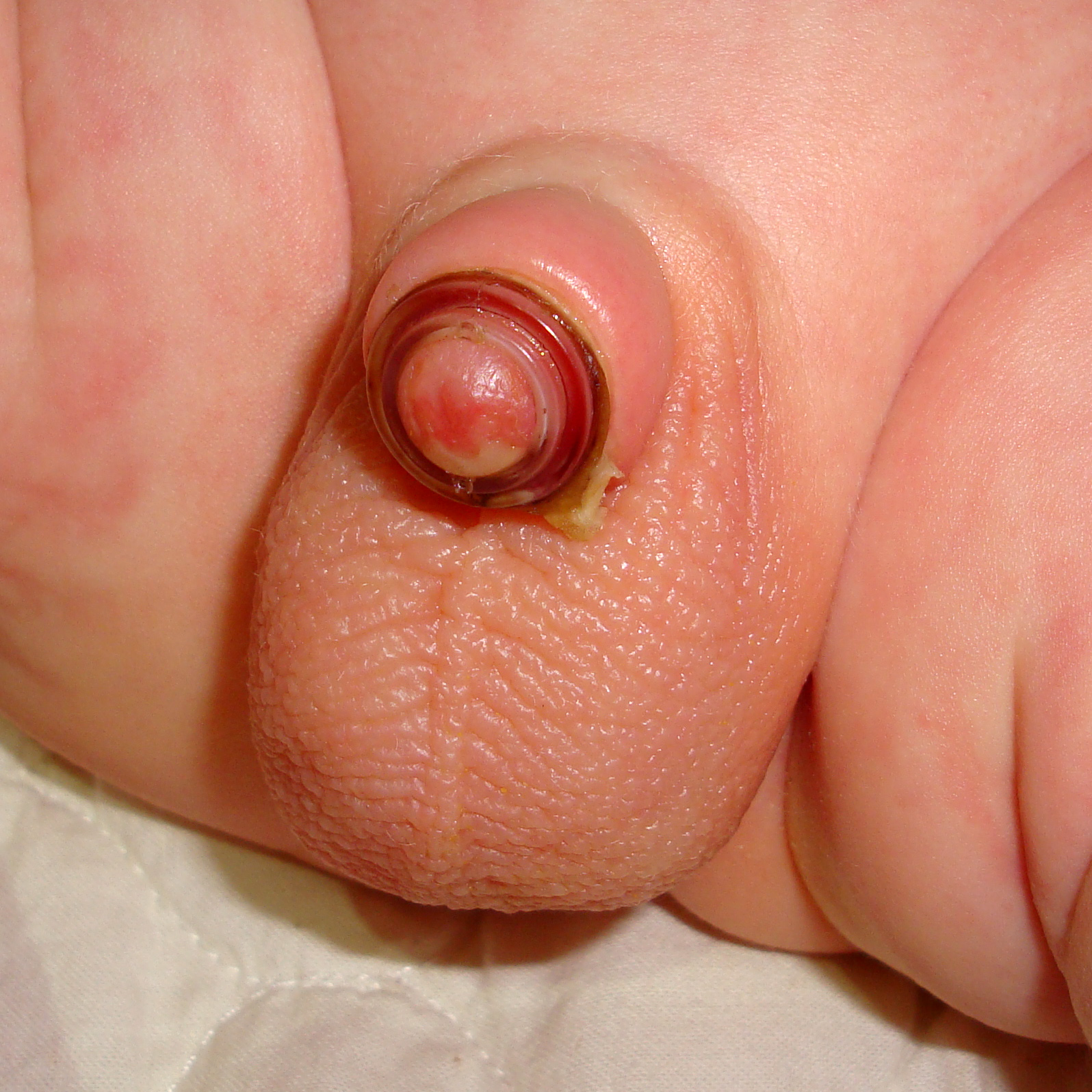
Säuglingsbeschneidung mit dem Plastibell-Ring (US-Produkt)

Hierbei wird ein zweiteiliger Plastikring angelegt. Dabei liegt ein Teil zwischen Eichel und Vorhaut, der andere Teil außerhalb, an der Basis der Vorhaut. Die zwischen beiden angelegten Teilen liegende Haut wird durch einen Faden abgebunden. Durch das Abbinden fällt die Vorhaut nach einigen Tagen von selbst ab. Das Verfahren kann als minimalinvasiv und relativ schmerzlos betrachtet werden, findet jedoch nicht vollständig unter ärztlicher Überwachung statt, so dass dieser bei eventuellen Schwellungen nicht eingreifen kann. Falls der Ring zu früh entfernt wird, kann die noch nicht ausreichend vernarbte Wunde an ihren Rändern aufplatzen, was zumeist einen weiteren Eingriff in Form einer Wundnaht erfordert; sofern das unterbleibt, kommt es oft zu Entzündungen mit anschließender wulstiger Narbenbildung.

### Erstreckung der Beschneidung auf das Vorhautbändchen (Frenulektomie)
Häufig ist das Vorhautbändchen (Frenulum praeputii, siehe „Vorhaut“), eine individuell sehr unterschiedlich ausgeprägte, mehr oder weniger straffe Hautbrücke an der Unterseite des Penis, gespannt zwischen Harnröhrenöffnung und Schafthaut, ebenfalls Gegenstand der Beschneidung. Dabei wird das Bändchen, unabhängig von dem vorgeschriebenen Maß der Abtragung von innerem und äußerem Vorhautblatt, entweder nur durchtrennt und danach zumeist an den Wundrändern wieder quer vernäht oder es wird vollständig ausgeschnitten. Insbesondere ein kurzes Frenulum (Frenulum breve) kann die Eichel am erigierten Glied herunterziehen und die Erektion damit verkrümmen und schmerzhaft werden lassen. Dieser Effekt wird durch eine Beschneidung, insbesondere eine radikale, entscheidend verstärkt. Deshalb ist es besonders bei „tight“-Beschneidungen zumeist angezeigt, das Frenulum zumindest zu durchtrennen (Frenulotomie), in der Regel sollte – oder muss – es sogar ganz ausgeschnitten werden (Frenulektomie).

### Traditionelle Beschneidung
Bei der rituellen jüdischen Beschneidung, der Brit Mila, wird der Eingriff von einer speziell ausgebildeten Person, dem sogenannten Mohel, durchgeführt. Die rituelle muslimische Beschneidung (Sünnet) wird vom Sünnetci durchgeführt. Das für den Ritus übliche Lebensalter ist acht Tage für Juden und bis etwa zwölf Jahre bei Muslimen. Der Blutverlust ist meist so gering, dass auf ein Vernähen der Wundränder verzichtet wird.

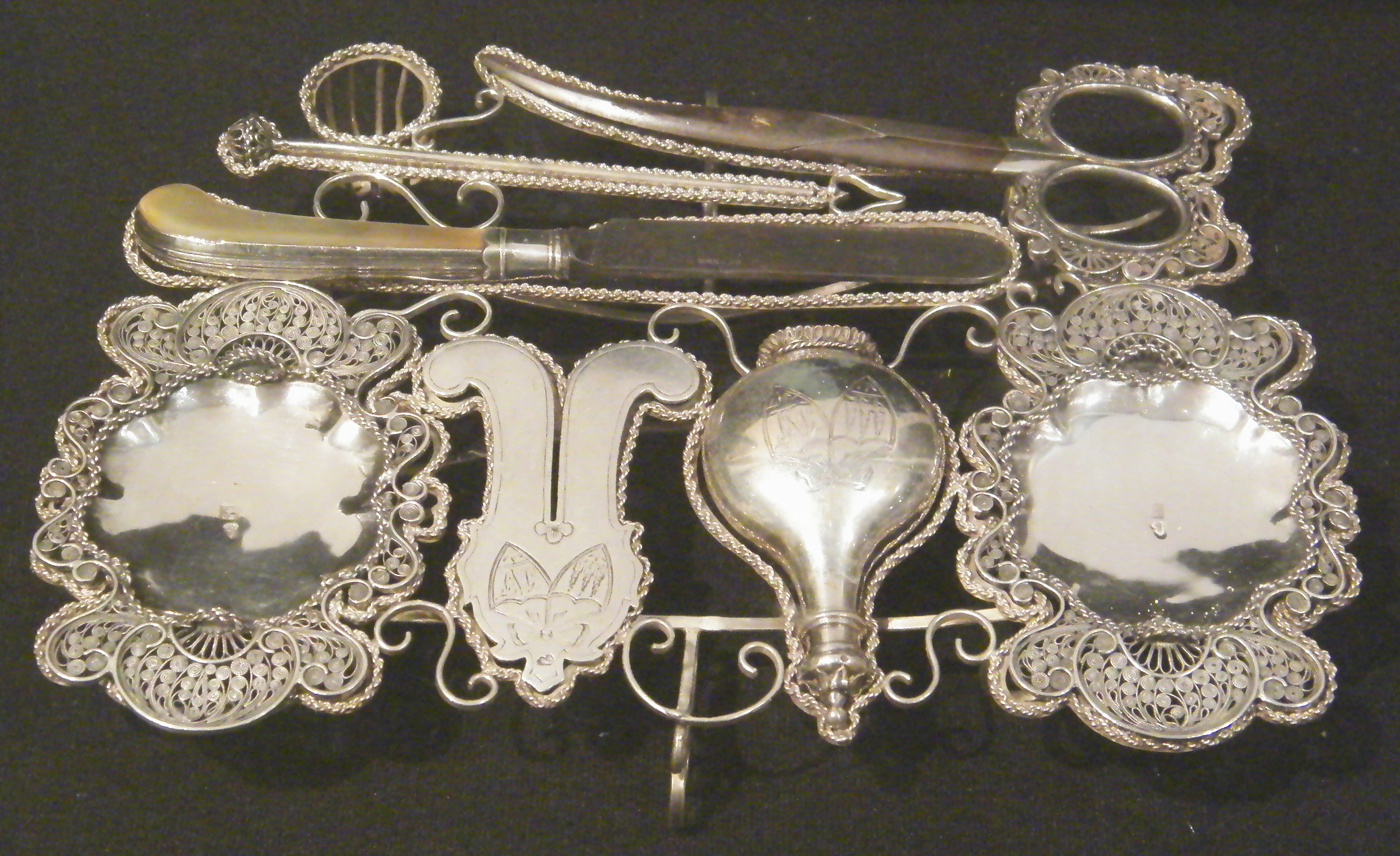
Traditionelles jüdisches Beschneidungswerkzeug (im Jewish Museum (New York City)), 19. Jahrhundert

Die jüdische Beschneidung besteht aus drei einzelnen Vorgängen: Zunächst wird die Vorhaut vor der Eichel mit einer sichelförmigen Klemme gefasst und mit einem Messer abgetrennt; sodann wird das verbliebene innere Vorhautblatt durch Einreißen abgetragen; und schließlich saugt der Mohel mittels eines Glasröhrchens oder mit dem Mund das Blut aus der Wunde und benetzt diese – zur Reinigung – abschließend mit etwas Wein. Manche Mohalim sind heutzutage Ärzte. An bereits beschnittenen Männern und Jungen, die zum Judentum übertreten, muss nach orthodoxem Verständnis ein den religiösen Akt der Brit Mila symbolisierender Vorgang vollzogen werden, denn eine bereits vollzogene weltliche Beschneidung wird diesem Anspruch nicht gerecht; bei dieser symbolischen Handlung ist durch eine kleine Hauteröffnung zumindest ein Tropfen Blut (Tippat Dam) als wörtliche Übersetzung und zugleich Bezeichnung der Zeremonie hervorzubringen. Nach liberalem Verständnis kann bei der Konversion auf diese Handlung verzichtet werden.

## Beschneidungsstile und Formen
Beim Mann wird bei einer Beschneidung die Vorhaut teilweise oder vollständig entfernt. Die Beschneidungsvarianten variieren daher in Hinsicht auf Straffheit und Platzierung der Narbe: In der Umgangssprache werden die verschiedenen Beschneidungsstile mit englischen Begriffen bezeichnet. Man unterscheidet low, mit nah an der Eichel liegender Narbe und high mit der Narbe am Schaft, weiter entfernt von der Eichel. Bei einer Beschneidung low wird das innere Vorhautblatt nahezu vollständig entfernt. Nach der Straffheit der Schafthaut unterscheidet man zwischen loose, wobei die Eichel im nicht erigierten Zustand noch teilweise bedeckt sein kann und tight, wobei die Eichel immer freiliegt und die Schafthaut bei einer Erektion nur sehr wenig oder keinen Bewegungsspielraum mehr hat. Daraus ergeben sich die Beschneidungsstile high & tight, high & loose, low & tight und low & loose. Wenn sowohl inneres als auch äußeres Vorhautblatt so weit entfernt werden, dass die Eichel immer, auch im nichterigierten Zustand, freiliegt und nur noch ein Rest von wenigen – bis zu zehn – Millimetern innerer Vorhaut verbleibt, spricht man generell von einer „radikalen Zirkumzision“; dies auch als Indikation, sofern die vollständige Abtragung der Vorhaut medizinisch angezeigt ist. Während das Beschnittensein des Gliedes bei den high-Stilen meist durch eine unterschiedliche Farbtönung der Haut ober- und unterhalb der Beschneidungsnaht deutlich zu erkennen ist, ist dies bei den low-Varianten wegen des weitgehenden Fehlens des helleren Innenblattes der Vorhaut nur in einem schmalen Streifen an der Eichelfurche oder auch gar nicht der Fall; der Penis wirkt dann, wenn sich die Narbe direkt hinter der Eichel befindet, als sei er schon immer ohne Vorhaut gewesen. Zudem weicht die Färbung der Beschneidungsnarbe selbst oftmals von der umgebenden Haut ab, was ebenfalls bei den high-Stilen deutlicher hervortritt.

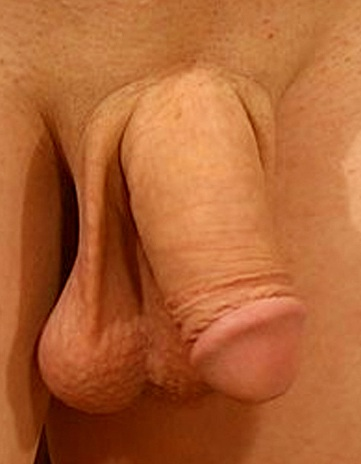
High & loose; äußeres Vorhautblatt abgetragen, inneres Vorhautblatt in Falten
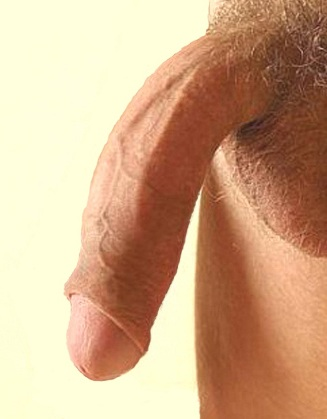
Low & loose; inneres Vorhautblatt abgetragen, äußeres Vorhautblatt hier zweilagig umgestülpt
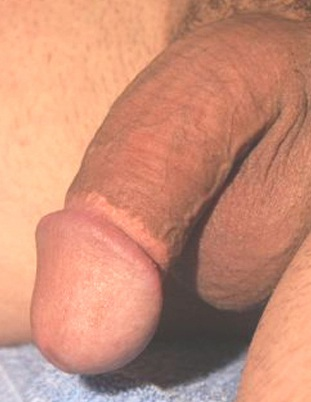
Low & tight; inneres und äußeres Vorhautblatt abgetragen (Radikale Zirkumzision)
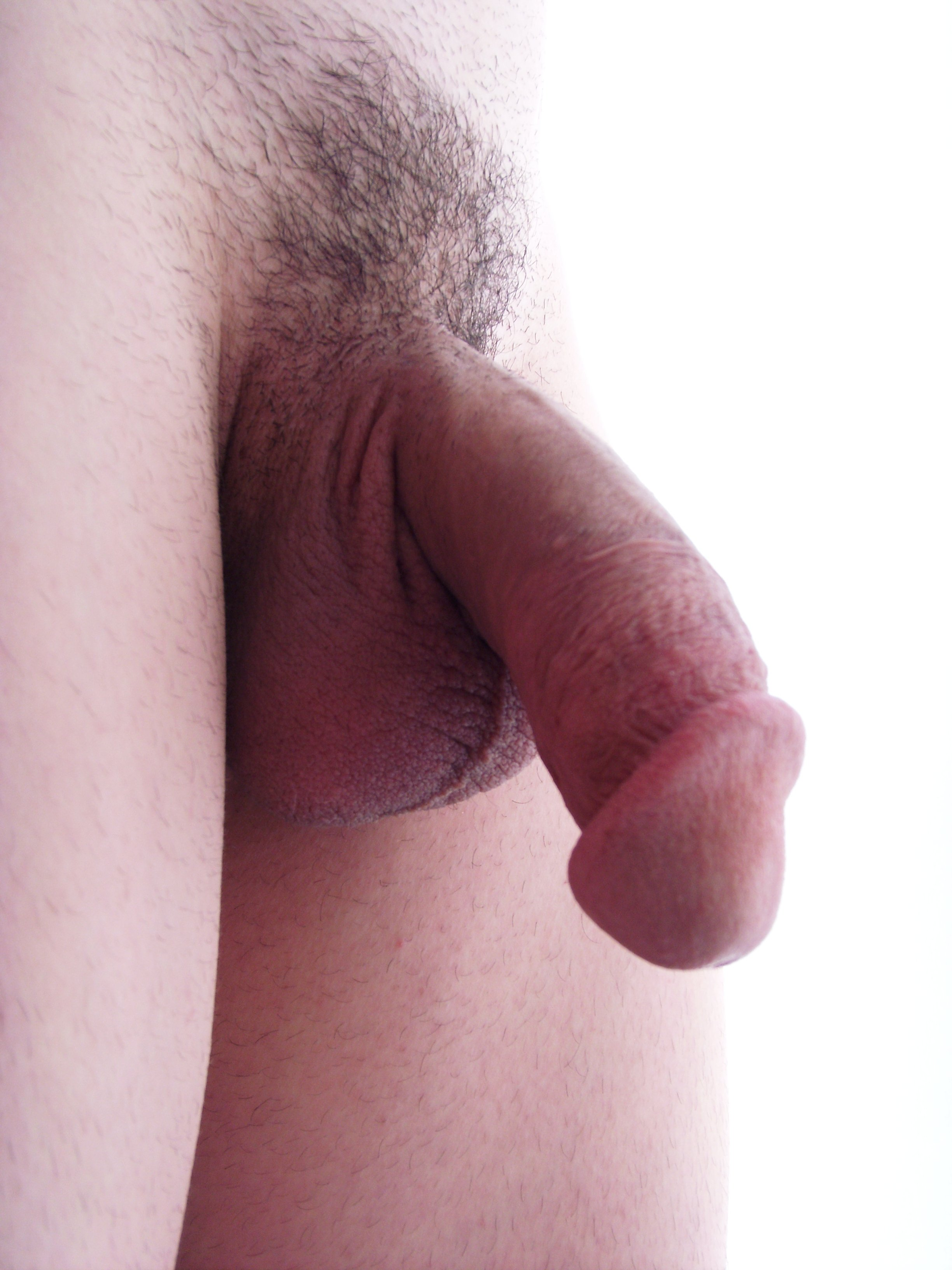
High & tight; äußeres Vorhautblatt abgetragen, inneres Vorhautblatt teilweise erhalten

Während in den USA vornehmlich high & tight beschnitten wird, sind im europäischen Raum eher die low-Stile verbreitet.
Sofern lediglich ein Teil der Vorhaut entfernt wird, so dass die Eichel im Ruhezustand des Gliedes auch weiterhin teilweise bedeckt ist, kann es zu einer „Narbenphimose“ kommen. Insbesondere, wenn „high&loose“ beschnitten wurde, liegt die Beschneidungsnarbe im Ruhezustand gelegentlich sogar noch auf Höhe der Eichelspitze, oft jedoch zumindest vor dem breiteren Eichelkranz. Sofern dann das Narbengewebe wulstig verwächst oder sich bei der Heilung zusammenzieht, entsteht im Narbenbereich ein zirkulärer Ring, der ähnlich einer Phimose einschnürend auf die Eichel wirkt. Diese Fälle erfordern unweigerlich eine zweite Beschneidung, die dann radikaler ausfallen wird oder muss, damit eine anlagebedingt eventuell erneut entstehende Narbeneinschnürung sich nicht mehr auf die Eichel auswirken kann.

Erweiterungsplastik der Vorhaut

Neben den erwähnten gibt es weitere Formen der Vorhautbeschneidung. Diese sind in der Regel nur regional begrenzt anzutreffen und spielen eine untergeordnete Rolle. Beispielhaft hierfür wäre der Rückenschnitt oder Erweiterungsplastik, wobei die Vorhaut nicht abgetrennt wird, sondern nur teilweise eingeschnitten wird.
 → Präputiumplastik bei Phimose.

## Indikationen
Eine medizinische Indikation zur Zirkumzision besteht gemäß einer aktualisierten europäischen Leitlinie bei chronisch-entzündlichen Erkrankungen wie Morbus Zoon (= Balanitis plasmacellularis), Lichen sclerosus et atrophicus (chronisch-entzündliche Erkrankung der Vorhaut), bei therapieresistentem Lichen ruber planus, bei rezidivierender Bowenoider Papulose und bei Peniskarzinomen. Außerdem bei narbigen Phimosen, zum Beispiel nach ausgedehnten Balanopostitiden. Bei einer nicht reponierbaren Paraphimose wird keine Zirkumzision, sondern eine dorsale Inzision, empfohlen.
Eine zwischen 1996 und 1999 an der Dermatologischen Klinik und Poliklinik der LMU München durchgeführte Studie zeigte dabei eine deutliche Überlegenheit der Zirkumzision (ggf. mit zusätzlicher konservativer Nachbehandlung) von chronisch entzündlichen Erkrankungen und Präkanzerosen wie Lichen sclerosus et atrophicans, sekundäre Phimose, Balanitis/Balanoposthitis, Condyloma acuminata, Erythroplasie Queirat, Morbus Bowen und Paraphimose gegenüber einer alleinigen konservativen Behandlung.
Eine Besiedelung mit Condylomata acuminata (Feigwarzen) wird dagegen in erster Linie mit dem Laser oder „Vereisung“ mittels tiefstgekühltem, flüssigem Stickstoff behandelt.
Eine Indikation kann in Einzelfällen bei einer nicht narbig- oder durch Lichen sclerosus bedingten Vorhautverengung, der so genannten Phimose, gesehen werden, die jedoch bei Erwachsenen relativ selten auftritt. Bei Säuglingen und Kindern ist eine verengte Vorhaut normal („physiologische Phimose“). Nicht vernarbte Phimosen lassen sich auch konservativ (Salbenbehandlung mittels Corticoid) oder mittels Erweiterungsplastik behandeln.

## Kontraindikationen
Die Zirkumzision im Kindesalter sollte nicht durchgeführt werden, wenn eine Hypospadie oder eine Penishypoplasie vorliegt, da die Vorhaut für spätere rekonstruktiv-chirurgische Maßnahmen erforderlich werden kann. Bei Jungen oder Männern, die unter einer Blutgerinnungsstörung oder einer Herzerkrankung leiden, ist die OP mit erhöhten Risiken verbunden und sollte nach Möglichkeit vermieden werden. Besonders kritisch wird eine Beschneidung bei einem Hämophilie-Patienten oder einem Thrombozytopenie-Patienten betrachtet. Grundsätzlich sollte kein Junge oder Mann beschnitten werden, der krank, geschwächt oder jünger als einen Tag alt ist. Auch beim Vorliegen von Hauterkrankungen, die eine normale Heilung möglicherweise beeinträchtigen könnten, sollte auf eine Beschneidung verzichtet werden. Weitere Kontraindikationen sind ein buried penis, eine akute lokale Infektion, eine akute Entzündung der Eichel und Nekrosen.

## Hygienische und gesundheitlich-präventive Motive

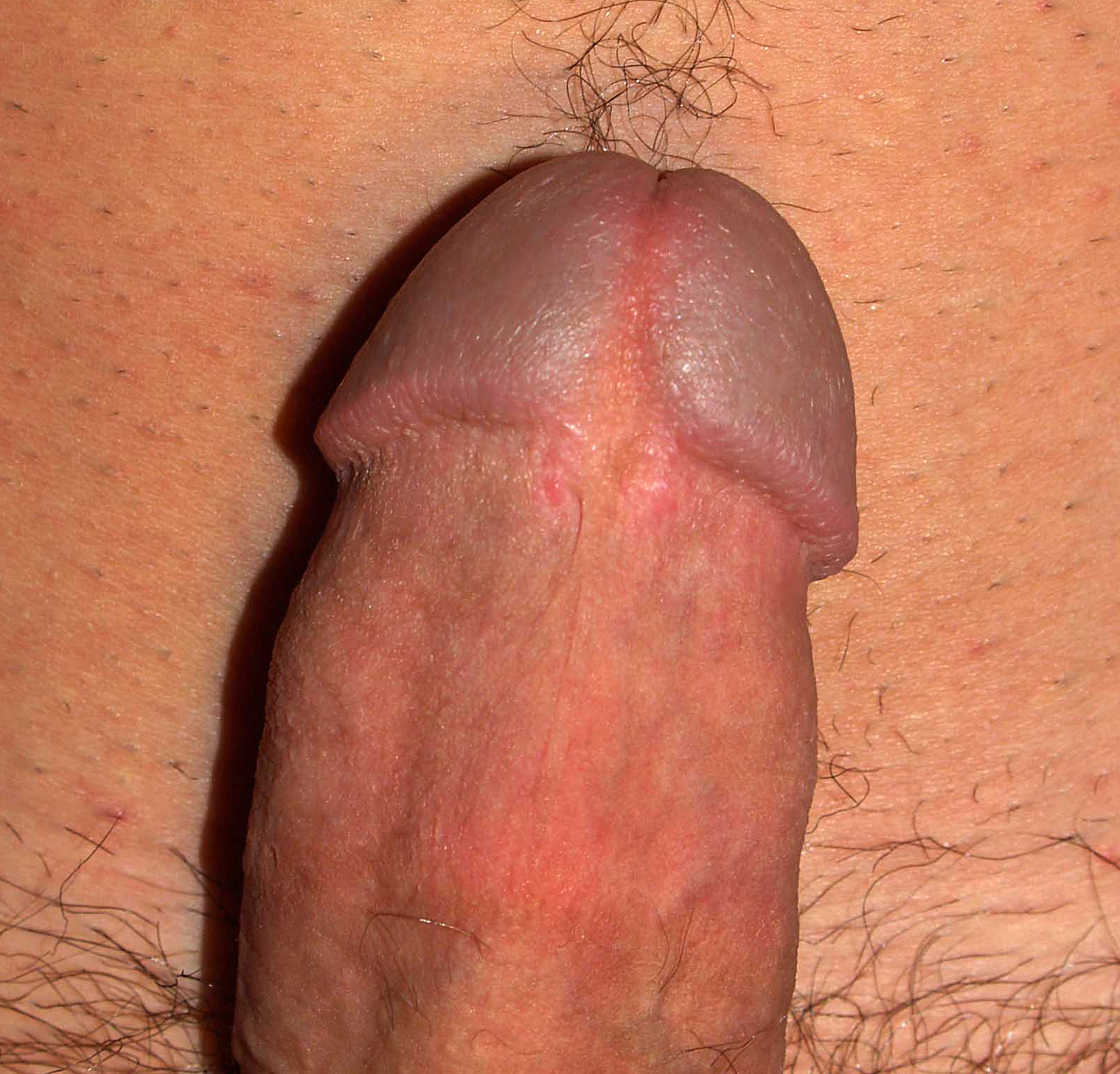
Eichel eines beschnittenen Penis (Kranzfurche unbedeckt)

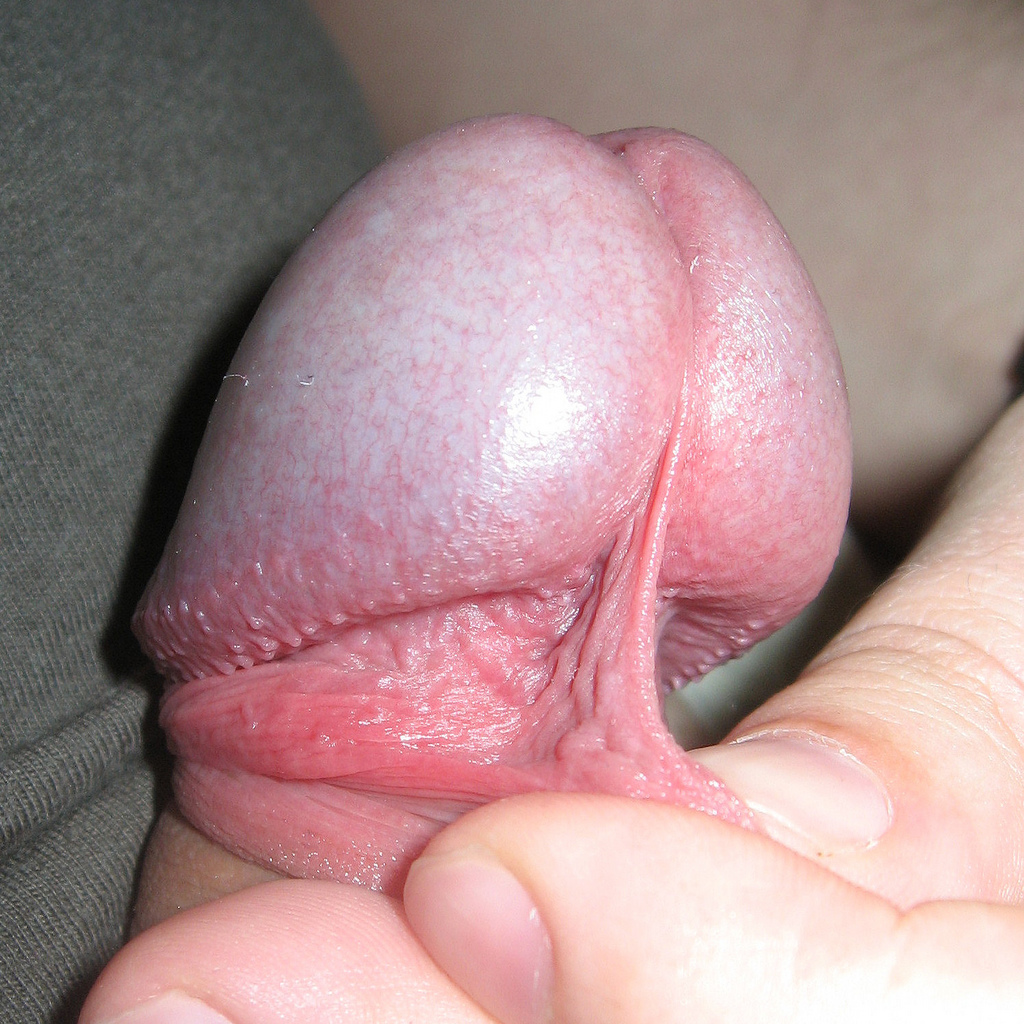
Kranzfurche eines unbeschnittenen Penis (bei zurückgestreifter Vorhaut)

Jenseits medizinischer Indikationen werden von Beschneidungsbefürwortern einige gesundheitlich-präventive Motive vorgebracht. Folgende physiologische Zusammenhänge werden von ihnen für die Krankheitsprävention als relevant angesehen:
- Nach einer Hypothese wird die Übertragung von Viren erschwert. Die in der Vorhaut selbst in hoher Konzentration sowie nah an der Hautoberfläche vorliegenden Langerhans-Zellen und CD4-Rezeptorzellen erleichtern möglicherweise die Übertragung von Viren beim Geschlechtsakt.[76][77]

Ob und in welchen Fällen die Vorhautentfernung als Routineoperation empfohlen werden sollte, bleibt umstritten. Die der Zirkumzision zugeschriebenen möglichen hygienischen und gesundheitlichen Vorteile einerseits sollten unter Einbeziehung der jeweiligen Grundhäufigkeiten der betrachteten Krankheiten gegen die möglichen Komplikationsrisiken des Eingriffs und alternative Präventionsmöglichkeiten andererseits abgewogen werden. Die Vorhautentfernung ersetzt in keinem Fall eine ausreichende Genitalhygiene und Safer-Sex-Maßnahmen.
Die routinemäßige Beschneidung bei Kindern und Neugeborenen wird von vielen Fachorganisationen als rein kosmetische beziehungsweise kulturelle Angelegenheit betrachtet, gesundheitlich-präventive Argumente werden zurückgewiesen. Bremer Kassenärzte lehnen es ab, solche Beschneidungen auf Kosten der Krankenkassen abzurechnen.

### Harnwegsinfekte
Das Risiko für einen Harnwegsinfekt (HWI) bei gesunden Knaben liegt bei ca. 1 %. Ob sich das Risiko nach einer Beschneidung verringert, ist Gegenstand verschiedener Untersuchungen. Nach einer Cochrane-Metaanalyse von 2012 fehlen valide randomisierte kontrollierte Studien, die einen protektiven Effekt belegen. Durch eine frühe ritualisierte Beschneidung kann das Risiko sogar erhöht sein.
Die aktuelle S2k-Leitlinie sieht die Zirkumzision nur dann als sinnvolle prophylaktische Maßnahme, wenn Jungen an einer rezidivierenden HWI leiden und eine höhergradige angeborene Anomalie des harnableitenden Systems aufweisen. In dem Fall sollte eine bestehende Enge der Vorhaut medikamentös oder chirurgisch behandelt werden.

### Infektionsrisiko von HIV
Studien deuten darauf hin, dass das HIV-Infektionsrisiko beim ungeschützten, heterosexuellen Geschlechtsverkehr mit HIV-infizierten Partnern für beschnittene Männer geringer sein kann als für unbeschnittene. Die Metaanalyse der Cochrane Collaboration aus dem Jahre 2009 ergab nach medizinisch durchgeführter Zirkumzision eine Reduzierung des relativen Infektionsrisikos für heterosexuelle Männer um bis zu 66 %. Hierfür wurden Daten aus drei großen, randomisierten und kontrollierten Studien, die in Kenia, Uganda und Südafrika zwischen 2002 und 2006 durchgeführt wurden, bewertet. Wie die Autoren betonten, haben die ausgewerteten Untersuchungen nicht die Effekte der Zirkumzision auf die weiblichen Partner von HIV-infizierten Männern eingeschätzt. Eine von der WHO einberufene Expertenrunde empfahl nach Auswertung der Ergebnisse der drei randomisierten, kontrollierten Studien aus Kenia, Uganda und Südafrika sowie zahlreicher Beobachtungsstudien im März 2007 ihren Mitgliedsstaaten in einer Presseerklärung, die Zirkumzision als zusätzliches Mittel in die nationale Anti-Aids-Strategie aufzunehmen. Ein Grund für den protektiven Effekt bei heterosexuellen Männern wird dadurch erklärt, dass in der männlichen Vorhaut CD4-positive Langerhans-Zellen und damit primäre Zielzellen von HIV vorhanden sind.
Seit 2007 läuft ein von der WHO initiiertes Programm, in 15 afrikanischen Ländern mit hoher HIV-Prävalenz bei Jungen und Männern in Afrika freiwillige Beschneidungen durchzuführen (voluntary medical male circumcision, VMMC). Weitere Organisationen wie UNAIDS, USAID, PEPFAR, verschiedene NGOs wie das VMMC-Erfahrungsprojekt und UNICEF unterstützen diese Kampagne. Die Beschneidungen sind kostenlos, größtenteils finanziert durch die PEPFAR.
Die Beschneidung zur HIV-Prävention wurde von mehreren Seiten kritisiert, da zum einen durch die Beschneidung das Risiko für eine HIV-Infektion nur sinkt (aber größer Null bleibt) und zum anderen die gefühlte (= subjektive) Sicherheit beschnittene Männer zu einem leichtfertigen Verhalten (Verzicht auf Kondome, Treue oder Enthaltsamkeit) verleiten könnte. Zudem stellt die Beschneidung selbst gerade in Ländern der Dritten Welt ein erhebliches gesundheitliches Risiko dar, da vielerorts sterile Bedingungen beim Beschneiden fehlen und die Beschneidung so selbst zur Quelle einer Infektionskrankheit (oder mehrerer – zum Beispiel HIV) werden kann. Konsens ist, dass das Infektionsrisiko keinesfalls auf null fällt, so dass Beschneidung nicht als Ersatz für Safer-Sex-Verhaltensweisen fungieren kann. Scharf kritisiert werden auch Beschneidungen an nicht einwilligungsfähige Personen wie Kleinkinder bzw. Säuglinge, was die Rechte von Kindern verletzt und häufig ohne Betäubung durchgeführt wird. Da der Erfolg der Beschneidungskampagnen an Erwachsenen gering ist, wurden zusätzlich auch Kinder involviert.
Eine südafrikanische Studie aus dem Jahr 2008 kommt zudem zu dem Fazit, dass Beschneidungen keinen Einfluss auf die Übertragbarkeit von HIV haben; sie stellt damit die WHO-Empfehlung in Frage. Laut Zimbabwe Health Demographic Survey von 2011/2012 sei eine höhere HIV-Infektionsrate unter Beschnittenen zu verzeichnen, welche Blessing Mutede vom National Aids Council auf das falsche Gefühl der Sicherheit und dadurch verursachtes risikoreiches Verhalten zurückführt. Ein USAID-Bericht von 2009 konnte keinen klaren Zusammenhang zwischen männlicher Beschneidung und der Verbreitung von HIV feststellen. Hierzu wurden Daten aus 15 afrikanischen Ländern, Kambodscha, Haiti und Indien ausgewertet. Während in acht Ländern Beschnittene relativ weniger häufig HIV-infiziert waren, wiesen die restlichen zehn Länder unter Beschnittenen eine höhere HIV-Verbreitung auf.
Der Pädiater Robert S. Van Howe und die Familienmedizinerin Michelle R. Storms kritisierten die „Zirkumzisionslösung“ als „verschwenderischen Wahnsinn“, der effektiveren, kostengünstigeren und weniger invasiven Alternativen Ressourcen entziehe. Die Beschneidungsprogramme werden ihrer Ansicht nach wahrscheinlich die Zahl der HIV-Infektionen erhöhen. Brian J. Morris – ein selbsterklärter extremer Beschneidungs-Aktivist – und Mitautoren widersprachen dieser Prognose. Laut Vorstand und Geschäftsführung der Deutschen Aidshilfe sei intensive Aufklärung notwendig, um der Fehlannahme, man sei nach einer Beschneidung geschützt, entgegenzuwirken.
Bei Männern, die Sex mit Männern haben (MSM) wird ein protektive Effekt der Beschneidung als wahrscheinlich niedrig angesehen. Und selbst wenn das Risiko für heterosexuelle Männer gesenkt wird, so ist für dieses für deren Partnerinnen nach wie vor unverändert.

### Übertragung weiterer Geschlechtskrankheiten
Eine Zirkumzision hat keinen signifikanten Einfluss auf die Inzidenz und Prävalenz sexuell übertragbaren Erkrankungen (STI).
Weiterhin wurde in Untersuchungen ein geringeres Risiko für beschnittene Männer festgestellt, an Ulcus molle zu erkranken. In Bezug auf Syphilis und Herpes-simplex-Viren (HSV) gab es widersprüchliche Studienergebnisse, so dass eine relative Schutzwirkung durch Beschneidung für möglich gehalten wurde. In den Fällen von Gonorrhoe und Chlamydiose wurden keine Anzeichen für eine mögliche Schutzwirkung gefunden.

### HPV-Infektionen
Das Zervixkarzinom, auch Gebärmutterhalskrebs genannt, ist weltweit der zweithäufigste bösartige Tumor bei Frauen. Man geht davon aus, dass ein großer Teil der Gebärmutterhalskarzinome von humanen Papillomviren (HPV) verursacht wird. Darüber hinaus verursachen HPV Genitalwarzen (z. B. Feigwarzen), Vaginal-, Penis- und Analkarzinome, Basalzellenkrebs und Rachenkrebs (Oropharynxkarzinom). Zugleich werden die in der Penis-Vorhaut vorkommenden Langerhans-Zellen und CD4-Rezeptorzellen für die Übertragung von Viren beim Geschlechtsakt mitverantwortlich gemacht. Allerdings sind neben der Vorhaut auch der Penisschaft (Corpus penis), die Eichel (Glans penis), der Hodensack (Skrotum) und Urin an der HPV-Übertragung beteiligt.
Die HPV-Prävention bzw. die Prävention von Gebärmutterhalskrebs erfolgt durch die HPV-Impfung. Die Leitlinie sieht betont, dass eine Weitergabe sexuell übertragbarer Krankheiten wie HPV durch eine Beschneidung nicht verhindert wird.

### Peniskarzinom
Das Peniskarzinom ist in der westlichen Welt ein seltener Tumor, der bei Männern im fortgeschrittenen Lebensalter (meist über 50 Jahre) auftritt. In Mitteleuropa und in den Vereinigten Staaten lag die Inzidenz in den 1990er Jahren bei 0,9 pro 100.000, in Australien bei 1 pro 250.000. Weltweit ist das Karzinom für weniger als 0,5 % der Krebsfälle bei Männern verantwortlich.
Einer systematischen Übersichtsarbeit nebst Metaanalyse aus dem Jahre 2011 zufolge, ist eine fortbestehende Phimose einer der stärksten Risikofaktoren für das Auftreten eines Peniskarzinoms. Die Phimose führt wahrscheinlich zur Smegmaansammlung und wiederholten Entzündungen, welche wiederum das Risiko für Peniskrebs erhöhen. Männer, die in der Kindheit oder im Erwachsenenalter beschnitten wurden, hatten in der Metaanalyse ein wesentlich geringeres Risiko für das invasive Peniskarzinom. Die Ergebnisse deuten darauf hin, dass die Zirkumzision in der Kindheit oder im Erwachsenenalter vor diesem Karzinom schützt. Eine Zirkumzision eliminiert das Phimoserisiko, den Schutzeffekt führen die Autoren teilweise auf den Effekt der Zirkumzision bezüglich Phimoserisiko zurück.
Die aktuelle S2k-Leitlinie weist ausdrücklich darauf hin, dass nur im Falle solcher medizinischen Indikationen (z. B. auch bei Lichen sclerosus) die Beschneidung indiziert ist – jedoch nicht pauschal als Präventionsmaßnahme im Kindesalter. Statistisch gesehen müsste man über 320.000 Zirkumzisionen mit entsprechenden Komplikationsraten durchführen, um ein Peniskarzinom zu verhindern. Daher empfiehlt das RKI die HPV-Impfung zur Risikoreduktion HPV assoziierter Malignome.
Nach nicht sachgerecht durchgeführter, ritueller Beschneidung in Saudi-Arabien wurde in einigen Fällen die Entwicklung eines Karzinoms ausgehend von der Zirkumzisionsnarbe beobachtet.

## Weitere Motive

### Hirsuties papillaris penis
Als Hirsuties papillaris penis werden weißliche, hautfarbene oder rötliche warzenartige Bildungen bezeichnet, die am Eichelrand bis hin zum Vorhautbändchen des Penis des Menschen vorkommen. Etwa 10 bis 20 % der männlichen Bevölkerung sind von diesem harmlosen anatomischen Atavismus betroffen. Die Papillen bilden sich im Laufe der geschlechtlichen Entwicklung aus, vorwiegend in der Pubertät. Sie gelten aus medizinischer Sicht als nicht behandlungsbedürftig, können von den Betroffenen jedoch als ästhetisches Problem wahrgenommen werden. Hinzu kommen Befürchtungen, es handele sich womöglich um eine Geschlechtskrankheit und die Partnerin könnte ablehnend reagieren.
Hirsuties papillaris penis wird häufiger bei unbeschnittenen Männern beobachtet. Der diesem Befund zugrundeliegende Mechanismus ist ungeklärt. Als Erklärung könnte die auf dem Eichelrand aufliegende Vorhaut mit einhergehender Smegmabildung infrage kommen. In einer Studie aus dem Jahr 2009 trat Hirsuties papillaris penis bei beschnittenen Männern seltener auf. Auch konnte ein Rückgang der Papillen nach Durchführung der Zirkumzision im späteren Lebensalter beobachtet werden.

### Weibliche Präferenz aus weiblicher sowie aus männlicher Sicht
Zur Präferenz von Frauen veröffentlichten Brian Morris et al. 2019 eine systematische Übersichtsarbeit, welche die Ergebnisse von 29 Studien aus den USA, Australien und verschiedenen Ländern Europas und Afrikas auswertete. In der überwiegenden Mehrheit der Studien drückten die teilnehmenden Frauen eine Präferenz für den beschnittenen Penis aus. Die Hauptgründe für diese Präferenz waren Aussehen, Hygiene, reduziertes Infektionsrisiko und Empfinden bei Vaginalverkehr, manueller Stimulation und Fellatio. Frauen können zudem die Entscheidung für eine Beschneidung erheblich beeinflussen, bei Söhnen, Brüdern, anderen männlichen Familienmitgliedern und Freunden. In Studien, in denen die Motive von Müttern für die Beschneidung ihrer Söhne untersucht wurden, wurden Gesundheit, Krankheitsvorbeugung und Hygiene als Hauptgründe genannt.
Bei einer 2005 veröffentlichten Umfrage unter philippinischen Jungen gaben 11 % der Teilnehmer an, dass ein Grund für die Beschneidung darin bestand, dass Frauen gerne mit einem beschnittenen Mann Geschlechtsverkehr haben. In der kenianischen Provinz Nyanza glaubten im Jahr 2005 55 % der unbeschnittenen Männer, dass Frauen Sex mit beschnittenen Männern mehr genießen würden. Diese Überzeugung war stark mit der Präferenz verbunden, beschnitten zu werden. 2003 gab etwa die Hälfte der Männer aus dem Distrikt Westonaria, Südafrika, an, dass Frauen beschnittene Partner bevorzugen.

### Soziale Anpassung
Der Wunsch nach Anpassung ist eine wichtige Motivation für die Beschneidung in einem Umfeld, in dem die Mehrheit der Jungen beschnitten ist. Eine Umfrage in Denver (USA) ergab, dass Eltern von Neugeborenen, insbesondere Väter, soziale Gründe als Hauptmotiv für die Entscheidung zur Beschneidung anführten. Zum Beispiel, wollten sie den Sohn nicht anders als die anderen Jungen aussehen lassen. 90 % der beschnittenen Väter wollten ihren Sohn beschneiden lassen, verglichen mit 23 % der nicht beschnittenen Väter. In einer Umfrage auf den Philippinen, wo die Beschneidung typischerweise im Alter von 10 bis 14 Jahren stattfindet, gaben zwei Drittel der Jungen an, sich nur für die Beschneidung entschieden zu haben, „um nicht unbeschnitten zu sein“. 41 % begründeten, die Beschneidung sei „Teil der Tradition“. In einer südkoreanischen Studie befürchteten 61 % der Befragten, dass sie von ihrem sozialen Umfeld verspottet würden, wenn sie sich nicht beschneiden lassen würden.

## Auswirkungen auf die Sexualität
Die Zirkumzision führt, bedingt durch die Entfernung der stark innervierten Vorhaut sowie die Keratinisierung der Eichel, zu einer herabgesetzten Sensibilität des Penis. Weiterhin wird die Reibungsmechanik während des Vaginalverkehrs beeinflusst. Inwieweit diese Veränderungen jedoch zu Einschränkungen der Sexualität beitragen oder diese positiv beeinflussen können, ist Gegenstand kontroverser wissenschaftlicher Debatten.

### Einfluss auf die Sensibilität des Penis
Die Vorhaut enthält zahlreiche Meissnersche Tastkörperchen, die durch Dehnung stimuliert werden. Auf diese Weise spielt die Vorhaut eine Rolle für die Sexualität des Mannes. Durch die Entfernung der Vorhaut ist die Eichel nicht mehr permanent bedeckt; sie kann durch den ständigen Kontakt mit der Luft sowie Reiben an der Kleidung an Empfindlichkeit verlieren. Auch durch Entfernen von Vorhaut und Frenulum selbst kann die Sensibilität herabgesetzt werden, da beide über zahlreiche Nervenenden verfügen. Nach einer belgischen Studie mit Befragung von 1.059 unbeschnittenen und 310 beschnittenen Männern wirkte sich eine Zirkumzision deutlich negativ auf den sexuellen Genuss und die Orgasmusintensität bei Reizung der Eichel aus.
Auch eine Beschädigung oder Entfernung des Frenulums im Zuge der Beschneidung kann kritisch betrachtet werden. Dieser Teil des Penis ist bei vielen Männern empfindsamer als die Eichel selbst. Dies gilt sicherlich auch für den hochsensiblen Bereich der Vorhaut, in dem die äußere Haut in die innere Schleimhaut übergeht, der wie viele Schleimhautgrenzen eine hocherogene Zone ist.
Fälschlich wird gelegentlich eine Studie der amerikanischen Sexualforscher Masters und Johnson aus dem Jahre 1966 als Beleg dafür genannt, dass ein beschnittener Penis empfindsamer als ein unbeschnittener sei.

### Masturbation
Kim und Pang ermittelten 2007 im Rahmen ihrer prospektiven Befragung von 373 sexuell aktiven Männern im Alter von 30 bis 57 Jahren, dass unter den zur Auswertung ausgewählten Antwortenden – das waren 138 nach dem 20. Lebensjahr beschnittene Männer mit sexueller Aktivität bereits vor der Zirkumzision – 48 % die Masturbation nach der Beschneidung als weniger lustvoll, 8 % als verstärkt lustvoll und 44 % keine Veränderung empfanden. Nach dem Eingriff hatten 63 % der Antwortenden Schwierigkeiten bei der Masturbation, 37 % erlebten sie hinterher als leichter. Bei 74 % dieser Männer war das sexuelle Vergnügen gleich geblieben, bei 20 % war es schlechter und bei 6 % war es besser. Die Autoren kamen zu dem Schluss, dass das Masturbationsvergnügen und das sexuelle Vergnügen nach der Beschneidung abgenommen habe, was darauf hinweise, „dass die Zirkumzision bei Erwachsenen die sexuelle Funktion bei vielen Männern beeinträchtigt, möglicherweise aufgrund von Komplikationen bei der Operation und einem Verlust der Nervenenden“. Willcourt kritisierte das Studiendesign als schlecht und verzerrend: Unter anderem fehlten alle Details über die Rekrutierung der Studienteilnehmer und es seien nur 138 der 373 Männer für die Auswertung ausgewählt worden. Die American Academy of Pediatrics (AAP) verwies 2012 in ihrer Leitlinie zur männlichen Beschneidung auf die Studie, um festzustellen, dass eine „fair evidence“ für reduziertes Masturbationsvergnügen nach Zirkumzision im Erwachsenenalter vorläge. Der Evidenzgrad „fair“ steht im Bewertungssystem der AAP für die methodisch zweitniedrigste Qualität bei vier Qualitätsstufen der berücksichtigten Arbeiten.

### Geschlechtsverkehr

#### Sexuelle Zufriedenheit und Orgasmusfähigkeit
Untersuchungen legen nahe, dass die Sensibilität der Eichel nach einer Beschneidung abnimmt. 1983 dokumentierte Money u. a. den Verlust von Dehnungsrezeptoren in der Vorhaut und des Frenulums und eine damit einhergehende Verminderung der sexuellen Reaktion, wodurch die Fähigkeit des beschnittenen Mannes, Erektionen zu erreichen, eingeschränkt sei, und in der Folge eine erektile Dysfunktion als mögliche Komplikation der männlichen Beschneidung auftreten könne.
Für Männer spielt die Vorhaut aufgrund ihrer Erogenität eine bedeutende Rolle in ihrem Sexualleben (so ist mitunter durch ihre alleinige Stimulation ein Orgasmus möglich). In einer von Morten Frisch u. a. 2011 im International Journal of Epidemiology (IJE) veröffentlichten und in Dänemark durchgeführten, umfangreichen Querschnittstudie, bei der 1893 unbeschnittene und 203 beschnittene Männer befragt wurden, zeigte sich für beschnittene Männer ein größeres Risiko für Anorgasmie. Da mittels robuster Schätzverfahren ein Einfluss von psychischen Faktoren ausgeschlossen wurde, führen die Autoren den Effekt auf die verringerte Sensibilität des Penis von Beschnittenen zurück. In einem Leserbrief kritisierten Brian Morris, Jake Waskett und Ronald Gray diese Studie hinsichtlich ihrer Methodik und bezüglich der Autorenschlussfolgerung. Die geringe Beteiligung (5395 Männer wurden eingeladen und nur 2096 letztlich interviewt) könne zu einer Selbstselektion führen. Auch bedürften einige der eingesetzten statistischen Verfahren einer genauen Prüfung. Die von Frisch u. a. unterstellte verringerte Sensibilität des beschnittenen Penis sei ohne Nachweis und zudem fragwürdig, weil für medizinische Zirkumzisionen in Dänemark die Vorhaut gar nicht vollständig entfernt wird. Der Tenor des Artikels stimme überein mit dem von Frisch unter „Interessenkonflikte“ erklärten Engagement als Beschneidungsgegner. In der ebenfalls veröffentlichten Antwort wies Frisch diese Kritik ausdrücklich zurück. Die Studie sei unter Verwendung der gängigen epidemiologischen und statistischen Methoden durchgeführt worden, die auch dem Peer-Review-Prozess des international anerkannten und hochrangigen IJE standgehalten hätten. Zudem ließe eine Vollbeschneidung aufgrund des Gewebeverlustes einen noch viel größeren Sensibilitätsverlust erwarten als eine Teilbeschneidung. Die von Morris u. a. vorgebrachte Kritik lasse sich vielmehr dadurch erklären, dass die Ergebnisse der Studie von Frisch u. a. nicht in die Agenda der Beschneidungsbefürworter und Aktivisten Morris und Waskett passten. Morris habe zunächst versucht, die Veröffentlichung der Studie durch einen Bruch der Regeln des Peer-Review-Prozesses und durch den Aufbau von Druck auf die Editoren des IJE zu verhindern, sei damit jedoch gescheitert.
In der Studie von Solinis und Yiannaki (2007) antworteten 65 % der 123 befragten, beschnittenen Männer, nun länger bis zur Ejakulation zu benötigen, nur 10 % davon empfanden dies jedoch als tatsächliche Verbesserung. Eine multinationale Studie ergab 2005 im Durchschnitt eine Dauer von 6,7 Minuten bis zur Ejakulation bei Vaginalverkehr für Beschnittene gegenüber 6,0 Minuten für unbeschnittene Männer, dieser Unterschied war jedoch nicht statistisch signifikant.
Im Rahmen einer über zwei Jahre laufenden Studie bei Erwachsenen in Uganda blieb bei Beschnittenen der Anteil derer, die mit ihrem Sexualleben zufrieden waren, mit 98,4 % beinahe gleich groß wie vor der Zirkumzision (98,5 %), bei den intakten Kontrollgruppen stieg die Zufriedenheit dagegen von 98,0 % auf 99,9 %. In der Kontrollgruppe berichteten nur 0,1 % von Erektions- oder Ejakulationsschwierigkeiten, bei Beschnittenen war der Anteil dreimal so hoch. Kim und Pang ermittelten im Rahmen ihrer Befragung von 138 schon vor der Beschneidung sexuell aktiven Männern bei 6 % der Antwortenden eine Verbesserung ihres Sexuallebens, 20 % gaben eine Verschlechterung an. In der Studie von Solinis und Yiannaki (2007) mit 123 beschnittenen Männern gaben 16 % eine Verbesserung und 35 % eine Verschlechterung an.
Bei einer 2013 veröffentlichten Studie, in deren Rahmen über 1300 Männer in Belgien anonym befragt wurden, berichteten die Teilnehmer von geringerer Orgasmusintensität und verringertem Lustempfinden am beschnittenen Penis sowie dass es anstrengender sei, überhaupt zum Orgasmus zu kommen. Die Probleme betrafen sowohl die Eichel als auch den Penisschaft.

#### Ejakulationskontrolle
Die Annahme einer Wirksamkeit der Zirkumzision gegen vorzeitigen Samenerguss fand teilweise empirische Bestätigung in einer türkischen Studie, in der 42 Männer untersucht wurden. Die Beschneidung fand im Erwachsenenalter statt (die Männer waren zwischen 19 und 28 Jahren alt), 39 Männer ließen sich aus religiösen Gründen beschneiden, 3 aus kosmetischen Gründen. Untersucht und befragt wurden die Männer vor der Beschneidung und wenigstens 12 Wochen nach der Beschneidung. Es ergaben sich keine signifikanten Funktionsunterschiede, aber im Mittel war die Zeit bis zum Samenerguss signifikant verlängert.
Bei einer britischen Studie an 84 Männern, die bereits vor Durchführung der Studie aufgrund medizinischer Indikation (meist Phimose oder genitaler Lichen sclerosus) beschnitten worden waren, stellten 64 % der Teilnehmer keine Veränderung hinsichtlich vorzeitigem Samenerguss nach erfolgter Beschneidung fest, 13 % eine Verbesserung und 33 % eine Verschlechterung.
Eine andere Studie im Umfeld der HIV-Prävention bei heterosexuellen Hoch-Risiko-Populationen an 2684 zufällig ausgewählten Männern in Kenia zum Thema sexuelle Funktion und sexuelles Vergnügen fand, dass es für beschnittene Männer eher möglich zu sein scheint, den Zeitpunkt der Ejakulation selbst zu steuern beziehungsweise hinauszuzögern. Gleichzeitig konnte ein Großteil der beschnittenen Männer von einem sehr viel empfindlicheren („much more sensitive“) Penis berichten, oder davon, den Orgasmus sehr viel („much more“) leichter erreichen zu können.

#### Auswirkung auf die Geschlechtspartnerin
1999 ergab O’Haras postalische Befragung von Frauen, die über Magazin-Anzeigen und einen Anti-Beschneidungsnewsletter unter der Prämisse rekrutiert wurden, sowohl über Erfahrungen mit beschnittenen als auch mit unbeschnittenen Sexualpartnern zu verfügen, dass die Antwortenden mehrheitlich Vaginalverkehr mit einem intakten Penis bevorzugten. 2008 fanden Cortés-González et al. per Befragung von 19 Frauen eine signifikant verringerte vaginale Lubrikation nach der Beschneidung des Partners. Keine statistisch signifikanten Unterschiede fanden die Autoren hingegen bezüglich der allgemeinen sexuellen Befriedigung, des Schmerzes während der vaginalen Penetration, des sexuellen Verlangens und des vaginalen Orgasmus. 2011 zeigten Morten Frisch et al. eine höhere Inzidenz für Orgasmusprobleme und Dyspareunie, wenn der Mann beschnitten war.
Hingegen berichtete in einer Studie aus dem Jahr 2009 die überwältigende Mehrheit der befragten ugandischen Frauen (97,1 %), dass sie nach der Beschneidung ihres männlichen Partners entweder keine Veränderung oder eine Verbesserung der sexuellen Befriedigung erfahren haben. Die Autoren schlossen daraus, dass die männliche Beschneidung keine schädlichen Auswirkungen auf die weibliche sexuelle Befriedigung hat. Eine Studie mit Luo-Frauen in Kenia, deren Männer sich im Erwachsenenalter zum Zwecke der HIV-Prävention beschneiden ließen, ergab 2002, dass die befragten Teilnehmerinnen den Geschlechtsverkehr nach der Zirkumzision als erfüllender empfanden. Williamson zeigte 2007 eine größere Präferenz von US-amerikanischen Frauen, Fellatio und/oder manuelle Stimulation auszuführen, wenn der Mann beschnitten ist.
Indirekte Effekte scheinen eine entscheidende Rolle zu spielen: Hygienische Einstellungen sowie vorgefasste Meinungen durch Sozialisierung beeinflussen das Urteil der Partnerin bezüglich der Beschneidung und können einen größeren Einfluss auf ihr Lustempfinden haben als die mechanisch-physiologisch bedingten Veränderungen, wie Befragungen in Kenia und Malawi ergaben.
Eine systematische Übersichtsarbeit aus 2019 wertete sieben Studien zur sexuellen Befriedigung und Funktion bei Frauen mit Kontakt zu beschnittenen Männern aus. Die Autoren bezeichneten die Ergebnisse als komplex und unentschieden. Als mögliche Gründe hierfür nannten sie Einflüsse von Kenntnissen, Gefühlen und Glaubensüberzeugungen zu möglichen Schutzwirkungen einer Beschneidung. Außerdem sei von Stichprobenverzerrung und methodischen Unklarheiten bei den Studien auszugehen, die ihre Qualität und Interpretation zu einer besonderen Herausforderung machten. Afrikanische Studien bewerteten die Autoren als vergleichsweise aussagekräftig. Dieser Evidenz zufolge ist nach der männlichen Beschneidung in Subsahara-Afrika die sexuelle Zufriedenheit unter weiblichen Partnern nicht verringert.

## Mögliche Probleme und Komplikationen durch die Beschneidung

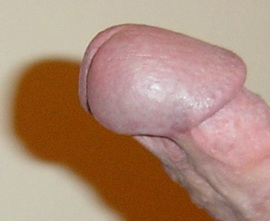
Durch Beschneidung hervorgerufene postoperative Hautbrücke

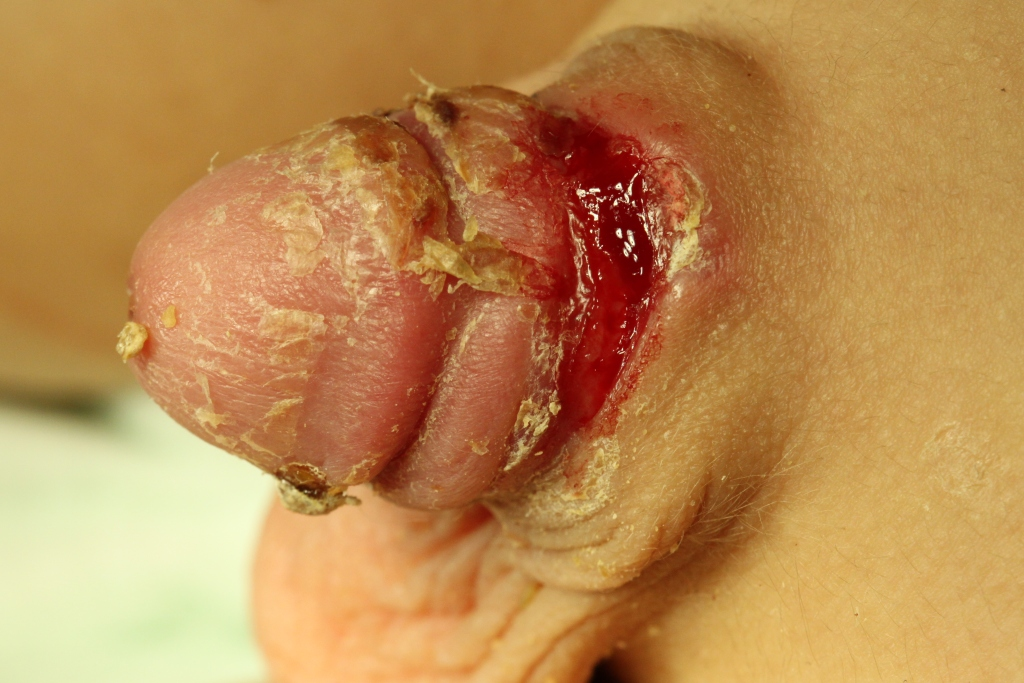
Hautnekrose nach Beschneidung beim Kind

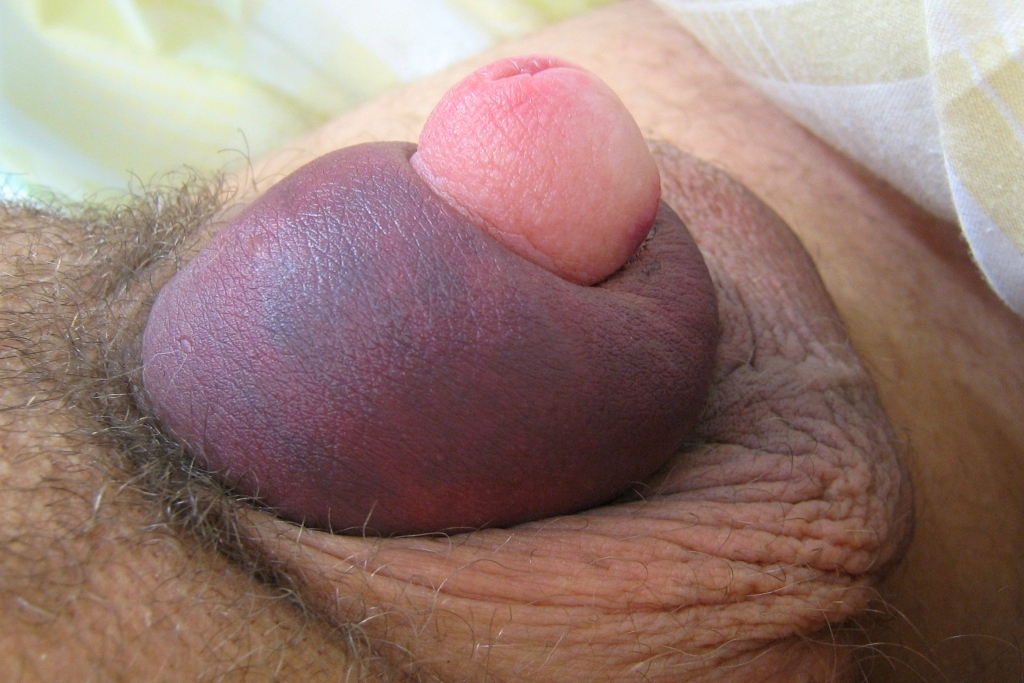
Einblutung nach Beschneidung beim Erwachsenen

Zirkumzisionen implizieren eine signifikante Komplikationsrate. Sie wird je nach Definition zwischen 0,06 % und 55 % angegeben oder zwischen 2 % und 10 % geschätzt. Auch Todesfälle, insbesondere nach der Beschneidung von Neugeborenen, bei denen schon geringer Blutverlust Lebensgefahr bedeutet, kommen vor.

### Medizinische Komplikationen

#### Schmerzen und postoperative Beschwerden
Der Eingriff verursacht Schmerzen; diese können einige Tage anhalten. Zur Schmerzbehandlung gibt es zum einen Oberflächenanästhetika wie Lidocain (EMLA) und Benzocain, die als Creme oder Salbe auf die Haut aufgetragen werden, zum anderen eine Leitungsanästhesie des Nervus dorsalis penis per Injektion. Zahlreiche klinische Studien sowie systematische Übersichtsarbeiten der Cochrane Collaboration konnten zeigen, dass eine Oberflächenanästhesie zwar eine Schmerzlinderung herbeiführt, eine wirksame und effektive Schmerzbehandlung jedoch nur mit einer Leitungsanästhesie erreicht werden kann. Das Bundesinstitut für Arzneimittel und Medizinprodukte hat die Indikation der Betäubungssalbe EMLA für die Neugeborenenbeschneidung widerrufen.
Weitere akute Komplikationen, wie sie bei jedem operativen Eingriff auftreten können, sind Blutungen und Infektionen durch unsterile Wundversorgung. Weiterhin ist ein postoperativer Wundschmerz möglich sowie Schmerzen beim Urinieren. Nach der Operation kann sich störendes Reiben an der Kleidung bemerkbar machen; nach einigen Tagen oder Wochen nimmt diese Empfindung bei der Mehrzahl der Operierten ab.

#### Meatusstenose
Meatusstenose bezeichnet die krankhafte Verengung der Harnröhrenöffnung, welche überwiegend bei Säuglingen und Kleinkindern auftritt. Sie stellt eine der häufigsten Komplikationen infolge der Säuglingsbeschneidung dar. Eine Studie aus dem Jahr 2006 fand Meatusstenosen ausschließlich bei vorher beschnittenen Jungen. Die Inzidenzraten nach einer Beschneidung liegen um die 10 %. Eine Urodynamische Untersuchung sollte, mit Abstand zur Beschneidung, als Nachuntersuchung durchgeführt werden. Unbehandelt kann eine Meatusstenose, durch erhöhten Fließwiderstand und Harnverhaltung, zu Folgeerkrankungen der Harnorgane wie Hydronephrose und vesikorenaler Reflux führen.

#### Knotenbildung der Venen
Die dorsale Vene (Vena dorsalis penis superficialis), die beim Mann an der Spitze der Vorhaut beginnt, wird bei der Beschneidung in der Regel, jedoch nicht notwendigerweise, durchtrennt und verästelt sich mit der Zeit neu. Dies kann Knoten entstehen lassen. Erfahrene Operateure klemmen diese Vene deshalb im Zuge der Beschneidung gesondert ab und vernähen ihren Stumpf, um solchen Knoten vorzubeugen.

#### Verwachsungen
Weiterhin kann es zu einer Verwachsung zwischen der Haut der Eichel mit der umliegenden Penishaut kommen, wodurch eine Hautbrücke entsteht, die bei Bedarf eine ambulant-operative Nachkorrektur erforderlich macht.
Eine solche Korrektur ist ebenfalls dringend angeraten, wenn die verbleibende Schafthaut im Zuge der Beschneidung nach dem Abtragen des inneren Vorhautblattes eng an oder sogar auf den Eichelkranz genäht wird, was vor allem bei Kleinkindbeschneidungen durch wenig geübte Operateure gelegentlich vorkommt. Die dadurch möglicherweise entstehenden Hauttaschen können zu Entzündungen und vor allem zu Behinderungen beim Geschlechtsverkehr führen. Zudem ist das Ergebnis, selbst nach operativer Korrektur, eine Beschädigung des Eichelkranzes, die sich sowohl in der Sensibilität als auch im kosmetischen Ergebnis irreversibel negativ auswirkt.

#### Herpes-Risiko
Das jüdisch-orthodoxe Ritual Metzitzah B'peh (Saugen des Blutes vom Penis des Babys mit dem Mund) ist in den Vereinigten Staaten umstritten, weil es in mehreren Fällen zu Infektionen mit Herpes simplex Typ 1 (HSV-1), Hirnschäden und Tod geführt hat.
Nach Schätzungen der amerikanischen Gesundheitsbehörde Centers for Disease Control and Prevention werden innerhalb der rund 250.000 Mitglieder umfassenden Gemeinschaft ultra-orthodoxer Juden in New York pro Jahr etwa 3.600 Neugeborene der traditionellen Art des Eingriffs unterzogen. Der Appell von Michael Bloomberg im Jahr 2005, dem Bürgermeister New Yorks, sich von dieser Praxis zu distanzieren, wurde mit der Begründung, die oral-genitale Beschneidung sei sicher, abgelehnt.
Der letzte bekannte Fall von Herpes durch Metzitzah B'peh wurde 2019 bekannt. Zwischen 2000 und 2015 sind in den USA mehr als ein Dutzend Babys erkrankt und 2 gestorben.

#### Nekrose
Die Nekrose der Eichel kann als Ergebnis einer Kauterisationsverletzung bei der Gomco-Technik oder wegen einer Distalverschiebung eines Plastibell-Rings falscher Größe auftreten. Milde Fälle von Nekrose können mit lokaler Wundversorgung und topischen Antibiotika behandelt werden, schwerere Fälle chirurgisch. Selten sind Einzelfallberichte über eine komplette Nekrose der Glans und des Penis, wo nach mehreren Reparaturversuchen eine Geschlechtsumwandlung durchgeführt wurde. Im Fall des David Reimer wurde 1966 der Penis bei einer medizinisch indizierten Zirkumzision durch Elektrokauterisation irreparabel verletzt. Seine Eltern entschieden sich daher auf Rat des Sexualwissenschaftlers John Money, eine geschlechtsverändernde Operation durchführen zu lassen und das Kind als Mädchen zu erziehen. Gearhart und Rock berichteten 1989 über vier Fälle von Zirkumzision mittels Elektrokauterisation, bei denen nach der initialen Verletzung zunächst der Penis amputiert und sodann eine feminisierende Genitoplastik vorgenommen wurde. Die Autoren bewerteten die früh feminisierende Genitoplastik als „exzellente Methode für die Rekonstruktion eines äußeren Genitals“ in solchen Fällen. Kritisiert wurde diese Praxis früher Geschlechtsumwandlung nach Verletzung des männlichen Genitals 1997 von Diamond und Sigmundson.

#### Versehentliche Amputationen
Unbeabsichtigte Eichelamputationen treten extrem selten auf, sind aber eine verheerende Komplikation von Zirkumzisionsversuchen mit der Mogen-Klemme. Die Mogen-Klemme behindert die direkte Sicht des Chirurgen auf die Glans vor dem Einschneiden der Vorhaut. Ben Chaim et al. fanden 2001 unter 19.478 in Israel durchgeführten und dokumentierten Neugeborenenbeschneidungen einen Fall von versehentlicher Teilamputation der Glans Penis. Die Beschneidung erfolgte durch einen Mohel. Gluckman et al. berichteten 1995 über das erfolgreiche Wiederanfügen einer versehentlich amputierten Eichel. Die Verletzung trat während einer Neugeborenenbeschneidung mit Sheldon-Klemme auf.
Yilmaz et al. berichteten 1993 den Fall einer versehentlichen Penisamputation, zu der es während der rituellen Beschneidung eines 10-jährigen Jungen kam. Der Penis konnte erfolgreich wiederangefügt werden. 2014 veröffentlichte eine Autorengruppe der medizinischen Hochschule Hannover eine retrospektive Analyse aller zwischen Januar 2005 und August 2012 stationär im Kinderkrankenhaus auf der Bult behandelten Komplikationen nach Zirkumzision und fand dabei unter anderem einen Fall von versehentlicher Penisamputation. Die insgesamt 83 wegen Komplikationen behandelten Patienten waren zuvor entweder in diesem Kinderkrankenhaus aus medizinischer Indikation oder in anderen Institutionen aus medizinischen oder religiösen Gründen zirkumzidiert worden.

#### Todesfälle
Douglas Gairdner berichtete 16 bis 19 Todesfälle in England und Wales durch neonatale Beschneidungen in den 1940er Jahren. Sydney Gellis bemerkte 1978, dass aus seiner Sicht mehr Todesfälle durch Komplikationen durch Beschneidung auftreten als Fälle von Peniskrebs. Eine Studie aus dem Jahr 2018 untersuchte 200 Todesfälle aus den USA, die im Zeitraum zwischen 2001 und 2010 nach 9.833.110 neonatalen Beschneidungen im ersten Lebensmonat aufgetreten waren. Die Autoren wiesen darauf hin, dass die ermittelte Zahl von Todesfällen nicht einfach ursächlich auf die Zirkumzisionen zurückgeführt werden darf. Das Studiendesign ermögliche sowohl die Unter- als auch die Überzählung von Todesfällen aufgrund neonataler Beschneidungen. Die Autoren kamen zu dem Ergebnis, dass bei den verstorbenen Säuglingen oft unerkannte oder bereits bekannte Erkrankungen wie Herzkrankheiten, Gerinnungsstörungen, Hämophilie oder Lungenkrankheiten vorlagen, und schlussfolgerten, dass Eltern darüber umfangreicher aufgeklärt werden müssen, um Risiken zu minimieren. Nach Auswertung epidemiologischer Daten aus 15 Ländern fand Eran Elhaik 2019 Unterstützung für einen statistischen Zusammenhang zwischen neonatalen Zirkumzisionen, Frühgeburten und dem plötzlichen Kindstod.
In Afrika kommt es zu zum Teil drastischen Anzahlen von Todesopfern durch rituelle Beschneidungsfeiern:
- 30 Tote im Juni 2012 in der Provinz Ostkap, Südafrika[179]
- mehr als 400 Jungen in Südafrika im Zeitraum von 2012 bis 2019.[180]

#### Sonstige Risiken und Komplikationen
In der medizinischen Fachliteratur finden sich Dokumentationen verschiedener Erkrankungen und Fehlbildungen, meist in Form von Fallberichten, die mit unterschiedlicher Inzidenz infolge einer Zirkumzision auftreten können. Es handelt sich überwiegend um seltene Probleme, die oft durch eine nicht sachgerechte Durchführung bedingt sind.
Die Beschneidung kann zu Harnverhaltung mit akutem Nierenversagen, einer Glomerulonephritis (eine Entzündung der Nierenkörperchen), Granuloma oder auch einem staphylogenen Lyell-Syndrom führen.
Mögliche Fehlbildungen infolge der Beschneidung sind die Penishypoplasie (ein Schrumpfpenis) oder eine Induratio penis plastica (Penisschiefstellung).

### Psychische Folgeprobleme
Laut Goldman (1999) birgt die Beschneidung eines Kindes das Risiko, dass das Kind bewusste und/oder unbewusste psychische Traumata erleidet. Mit der Beschneidung einhergehende Schmerzen, Stress sowie erlebter Kontrollverlust könnten sich negativ auf seine psychische Entwicklung auswirken. So zeigten sich Auffälligkeiten im Verhalten sechs Monate nach dem Eingriff, auch könne die Beziehung zwischen Mutter und Kind beeinträchtigt werden, insbesondere wenn die Beschneidung im Säuglingsalter stattfindet, das entwicklungspsychologisch in die hochsensible Phase der Bildung der Mutter-Kind-Bindung fällt (siehe auch Bindungstheorie).
Timm Hammond, Menschenrechtsaktivist und Gründer der beschneidungskritischen Organisation NOHARMM, publizierte 1999 im British Journal of Urology die Resultate einer von NOHARMM im Rahmen eines Dokumentationsprojektes zwischen 1993 und 1996 organisierten Befragung von beschnittenen, männlichen US-Amerikanern. 94 % der 546 Teilnehmer wurden in der Kindheit beschnitten. Unter anderem ergab die Befragung bei 50 % der Teilnehmer ein niedriges Selbstwertgefühl beziehungsweise das Gefühl von Minderwertigkeit gegenüber „intakten“ Männern.
Eine Untersuchung von 2020 ergab beim Vergleich von 408 Männern, die im ersten Lebensmonat beschnitten worden waren, mit 211 unbeschnittenen Männern ein geringeres Gefühl von Sicherheit in sozialen Bindungen und eine geringere emotionale Stabilität bei den Beschnittenen.

## Kontroversen um die Beschneidung Minderjähriger

### Beschneidungskritik in früherer Zeit
Schon in der Antike regte sich Widerspruch gegen die Beschneidung, welche zu jener Zeit ausschließlich von den Hebräern praktiziert wurde. Im Zuge der Hellenisierung wurde die Vorhaut als integraler und wünschenswerter Bestandteil der menschlichen Anatomie betrachtet, die hebräische Tradition der Beschneidung stand im Widerspruch dazu. Während die Beschneidung anfangs als kulturelle Eigenart einer Minderheit mit Befremden betrachtet, aber geduldet wurde, kam es 132 n. Chr. unter dem Kaiser Hadrian zu einem Verbot der Beschneidung. Dieses Gesetz wurde zirka 140 in den Pandekten unter Antoninus Pius dahingehend modifiziert, dass für Hebräer Ausnahmeregelungen galten, die legale Beschneidungen ermöglichten.
Im 19. Jahrhundert kam es zu verstärkter Kritik an der Beschneidung. Die Praktik wurde zunehmend als archaische, rückständige Tradition betrachtet, welche in der durch Wissenschaft und Aufklärung geprägten Moderne keinen Platz mehr hätte. Der britische Anthropologe John Lubbock, 1. Baron Avebury beschrieb die Beschneidung der Juden als ein Zeichen der „diesem Volk innewohnenden Barbarei“. Der Mediziner und Kanzler der Universität Tübingen, Johann Heinrich Ferdinand Autenrieth, sah in der Beschneidung einen primitiven Akt, der von seiner Ansicht nach kulturell niedrigstehenden Völkern wie Juden und Schwarzafrikanern praktiziert werde. In der Debatte über den Sinn der Beschneidung formulierte er, wie auch andere, die These vom Surrogat (Ersatz) für ein Menschenopfer. Der italienische Arzt Paolo Mantegazza, der im späten 19. Jahrhundert als eine „Standardquelle“ zum Wesen der menschlichen Sexualität galt, ließ sich über die „Verstümmelung der Genitalien“ unter „wilden Völkern“ aus, worin er die Juden einschloss. Die Beschneidung „bei gebildeten Völkern“ sei „eine Infamie und eine Schande“. An die Juden appellierte er:

„Verstümmelt euch nicht, drückt eurem Fleisch kein Mal auf, das euch von den andern Menschen unterscheidet, solange ihr das thut, solange könnt ihr nicht unsresgleichen sein. Von den ersten Lebenstagen an gebt ihr euch selbst mit dem Eisen für eine andere Rasse aus, die sich mit der unseren weder vermischen will noch kann.“

Auch der finnische Soziologe Edvard Westermarck betrachtete die Beschneidung als „Verstümmelung des Geschlechtsorgans“. Gemeinsam mit Auguste Forel vertrat er den Standpunkt, dass „die Absicht der Anregung des sexuellen Appetits“ verbunden mit dem „hygienischen Vorteil“ einen Anteil bei der Überführung der Beschneidung in einen Ritus hatte.

### Beschneidungskritik in der Gegenwart
Während die Zirkumzision bei Erwachsenen (eingeschränkt auch bei Jugendlichen) unter informierter Einwilligung kein ethisches Problem darstellt, ist der Eingriff bei Kindern Gegenstand zahlreicher Kontroversen. Hauptstreitpunkte sind ethische Aspekte wie das Recht auf körperliche Unversehrtheit („genital integrity“) unter der Voraussetzung der mangelnden Einwilligungsfähigkeit des Kindes, die Gewichtung von medizinischen Vorteilen gegenüber Risiken und Komplikationen sowie der daraus erwachsenden Folgekosten für das Gesundheitssystem sowie die potentiellen Folgen und Auswirkungen auf die Sexualität des Mannes sowie dessen Partnerin. Diese Debatten werden in der Fachliteratur verschiedener Disziplinen, hauptsächlich der Medizin und Physiologie, Medizinethik und Rechtsethik sowie der Kulturanthropologie ausgetragen.
Da, im Gegensatz zu Mitteleuropa, in den USA ein hoher Anteil der Männer beschnitten ist, finden sich dort auch die heftigsten Kontroversen zwischen Befürwortern und Gegnern der Zirkumzision. Es existieren verschiedene Organisationen, die sich die Abschaffung der indikationslosen Beschneidung Minderjähriger zur Aufgabe gemacht haben. Als erste beschneidungskritische Gruppe wurde 1985 die National Organization of Circumcision Information Resource Centers (NOCIRC) gegründet. 2008 wurde eine gemeinsame internationale Kampagne der beschneidungskritischen Gruppen NORM-UK (National Organization of Restoring Men) und FORWARD (Foundation for Women’s Health, Research and Development) unter dem Titel „Genital Autonomy“ lanciert, die sich gegen jede Form der Beschneidung von Jungen oder Mädchen richtet, sofern diese nicht medizinisch erforderlich ist. Die Kampagne kritisiert insbesondere die WHO-Empfehlung zur Zirkumzision im Rahmen der HIV-Prävention (siehe oben).
Die im Jahr 2012 durch ein Urteil des Landgerichts Köln angestoßene deutsche Beschneidungsdebatte geht auf den Rechtswissenschaftler Holm Putzke zurück. Er sieht die Beschneidung von Kindern als erheblichen körperlichen Eingriff, der zu sehr verharmlost werde. Das Gesetz untersage bereits leichte körperliche Bestrafungen. Dann müsse die Beschneidung als irreversibler Eingriff in die körperliche Selbstbestimmung erst recht verboten sein.
In einem gemeinsamen Aufruf forderten mehr als 700 Mediziner und Juristen, darunter die Hochschullehrer Matthias Franz, Holm Putzke, Maximilian Stehr und Hans-Georg Dietz, Bundesregierung und Bundestagsabgeordnete auf, das, was ihrer Meinung nach das Kindeswohl ist, in den Mittelpunkt zu rücken: „Es herrscht eine bemerkenswerte Verleugnungshaltung und Empathieverweigerung gegenüber den kleinen Jungen, denen durch die genitale Beschneidung erhebliches Leid zugefügt wird“.
Die Deutsche Akademie für Kinder- und Jugendmedizin e. V. (DAKJ) sprach sich am 25. Juli 2012 gegen eine Beschneidung von Minderjährigen aus religiösen und rituellen Gründen aus. Gleiches tat die Deutsche Gesellschaft für Kinderchirurgie (DGKCH). Der Berufsverband der Kinder- und Jugendärzte äußerte sich am 23. August 2012 nach der Sitzung des Nationalen Ethikrates mit „Unverständnis und Entsetzen“ („Recht eines Kindes auf körperliche Unversehrtheit zählt offenbar nicht!“).
Am 9. September 2012 fand in Berlin eine Demonstration von 250 bis 500 Mitgliedern religiöser Gemeinschaften statt, welche sich für den Erhalt der Straffreiheit von rituellen Knabenbeschneidungen einsetzen. Nach Ansicht von einigen jüdischen Vertretern bringe die deutsche Beschneidungsdebatte einen neuen Antisemitismus zum Ausdruck und sei vor dem Hintergrund des Nationalsozialismus zu betrachten. Für die Europäische Rabbinerkonferenz ist das Kölner Urteil „der schwerste Angriff auf jüdisches Leben seit dem Holocaust“. Sie warf Beschneidungskritikern vor, „die Sprache der Menschenrechte“ als „neue Sprache des Antisemitismus zu missbrauchen“. Auch der Sozialwissenschaftler Samuel Salzborn bestätigte, dass sich gerade in der Beschneidungskontroverse exemplarisch gezeigt habe, „wie verdichtet und zugleich tief verankert antisemitische Ressentiments in den psychischen Strukturen“ von Antisemiten seien.
Am 12. September 2012 forderten die Deutsche Kinderhilfe, der Berufsverband der Kinder- und Jugendärzte und Terre des Femmes von Bundesregierung und Bundestag ein zweijähriges Moratorium und die Einrichtung eines Runden Tisches zum Thema rituelle Knabenbeschneidungen vor einer Gesetzesänderung. Der Deutsche Richterbund begrüßte hingegen die Bundestagsresolution zum Gesetzgebungsvorhaben.

#### Mangelnde Einwilligungsfähigkeit der Betroffenen
Da Kinder selbst nicht in medizinische Eingriffe einwilligen können, steht in Deutschland die Einwilligungsbefugnis in medizinisch indizierte Eingriffe den Eltern im Rahmen der Elterlichen Sorge als gesetzliche Vertreter zu.
Diese Einwilligungsbefugnis der Eltern ist bei medizinisch notwendigen Eingriffen weithin unbestritten, wird jedoch bei medizinisch nicht indizierten Beschneidungen von Kritikern der Beschneidung als Eingriff in die körperliche Unversehrtheit und dauerhafte körperliche Veränderung abgelehnt.
In Deutschland wurde 2012 die medizinisch nicht erforderliche Beschneidung männlicher Kinder durch Ergänzung des Familienrechts explizit erlaubt. Das widerspricht nach Meinung der Rechtsanwältin Claudia Holzner dem Grundgesetz und der herrschenden Meinung zur Wirksamkeit einer Einwilligung in eine Körperverletzung.
Mögliche gesundheitliche Vorteile einer Beschneidung werden größtenteils erst mit Beginn der Geschlechtsreife relevant; Kritiker halten einen Eingriff davor für überflüssig, sofern keine akute medizinische Notwendigkeit vorliegt. Sie verweisen auf die mit der Beschneidung verbundenen Schmerzen sowie die (möglichen) Einschränkungen des Sexuallebens.
Befürworter einer frühen Beschneidung verweisen dagegen unter Berufung auf die WHO auf eine schmerzärmere Durchführung und geringere Komplikationsraten zu diesem Zeitpunkt. Auch argumentieren sie, dass die psychische Belastung bei einer Beschneidung während der Pubertät deutlich größer sei. Die Beschneidung im Erwachsenenalter störe das Leben des Betroffenen stärker und verursache einen höheren Verlust an Privatsphäre als die Beschneidung im Säuglingsalter. Der Betroffene müsse sich von der Arbeit befreien lassen und vorübergehend verschiedene sexuelle und andere Aktivitäten unterlassen. Die Beschneidung im Erwachsenenalter sei teuer, da sie in einem OP-Raum unter Anästhesie durchgeführt werden müsse.
Die Ansicht, dass Babys und Kleinkinder kein oder ein geringer ausgeprägtes Schmerzempfinden haben, ist jedoch wissenschaftlich widerlegt und die Deutsche Schmerzgesellschaft weist darauf hin, dass der Eingriff nur mit adäquater Schmerzbehandlung durchgeführt werden soll.
Eine von der American Academy of Pediatrics einberufene Kommission für Bioethik sieht eine stellvertretende Einwilligung durch die Eltern als verbindlich an, wenn eine medizinische Notwendigkeit für den Eingriff besteht. Hingegen sollten Eingriffe, deren Unterlassung nicht mit gesundheitlichen Risiken verbunden ist, auf ein späteres, einwilligungsfähiges Alter verschoben werden.

#### Religion und Kultur als Rechtfertigung der Beschneidung
Die Frage, inwiefern die rituelle (durch Religion und Tradition begründete) Beschneidung im Sinne des Kindeswohls gerechtfertigt ist, wird ebenfalls kontrovers diskutiert. Von Befürwortern wird die rituelle Beschneidung durch die Religionsfreiheit und das Erziehungsrecht der Eltern legitimiert: eine Erziehung im Sinne der Religion der Eltern sei im Interesse des Kindes. Dagegen wird eingewendet, dass unter die Religionsfreiheit auch eine Freiheit von Religion falle. Die Beschneidung Minderjähriger erfolgt vor deren Religionsmündigkeit, ob die Kinder später Religion und Ansichten der Eltern teilen, bleibt ungewiss. Das Recht der Eltern auf freie Religionsausübung müsse dort zurückgestellt werden, wo die Rechte des Kindes auf körperliche Unversehrtheit eingeschränkt werden. Bei dieser Argumentation wird nicht berücksichtigt, dass Artikel 14 II der UN-Kinderrechtskonvention (KRK) das Recht der Eltern garantiert, ihr Kind bei der Ausübung seiner Religionsfreiheit zu leiten. Soweit die Zirkumzision ein Zeichen der Zugehörigkeit zu einer religiös-kulturellen Minderheit darstellt, ist sie zudem durch Art. 30 KRK (Schutz der kulturellen Identität) ausdrücklich geschützt.
Sirkku K. Hellsten, Philosophin an der University of Birmingham, sieht in religiösen und kulturellen Gründen für die Beschneidung (unabhängig vom Geschlecht) keine hinreichende Rechtfertigung für eine Einschränkung der körperlichen Unversehrtheit. Der Bioethiker David M. Shaw zieht den Vergleich zu anderen religiös motivierten Formen der Körpermodifikation. Diese seien bei Kindern zu Recht verboten, obwohl sie in ihren Folgen oftmals weniger tiefgreifend seien; eine abweichende Behandlung/Privilegierung der Zirkumzision aus religiösen Gründen sei nicht zu rechtfertigen. Der nichtjüdische deutsche Rechtswissenschaftler Rolf Dietrich Herzberg stellt die behauptete Notwendigkeit der rituellen Zirkumzision für die religiöse Zugehörigkeit in Islam und Judentum in Frage: zahlreiche jüdische Eltern würden ohne Identitätsverlust auf eine Beschneidung ihrer Kinder verzichten, die Beschneidung sei von vielen Gemeinden nicht als Voraussetzung für die „wohlwollende Aufnahme“ in die Gemeinschaft vorgegeben.
Herzberg argumentiert auch, eine religiös begründete Gesetzesänderung würde die Frage unumgänglich machen, warum ähnlich religiös motivierte Eingriffe bei Mädchen, sofern sie wie bei den Schafi'iten auf die Klitorisvorhaut beschränkt sind, verboten bleiben sollten. Der Schweizer Jurist Sami Aldeeb erkennt im islamischen Recht keine stichhaltige Rechtfertigung für einen unterschiedlichen Umgang mit männlicher und weiblicher Beschneidung. Vor diesem Hintergrund kritisiert er die unterscheidende Bewertung in westlichen Staaten und von internationalen sowie Nichtregierungsorganisationen. (Siehe auch: Abgrenzung zur weiblichen Genitalverstümmelung)
Stefan Trapp, Facharzt für Kinder- und Jugendmedizin in Bremen, schätzt, dass ein Drittel der Familien ihre Kinder nicht aus religiösen Gründen, sondern wegen des Gruppenzwangs beschneiden lassen: „Wäre der Eingriff illegal, würde viel Druck von diesen Familien genommen. Das kommt in der Diskussion bislang aber gar nicht zur Sprache.“

#### Gesundheitliche Folgen
Als Argument für die Beschneidung werden verringerte Prävalenzen für verschiedene Krankheiten bei beschnittenen Männern angeführt (vgl. Abschnitt oben). Die Beschneidung wird von Befürwortern als vorbeugende Maßnahme gegen diese Krankheiten empfohlen; deren Argumente werden von Beschneidungs-Kritikern in Frage gestellt.
So finden sich geringere Übertragungsraten für einige sexuell übertragbare Erkrankungen (HIV, HPV), einhergehend mit der Empfehlung, die Beschneidung als eine Maßnahme der Krankheitsprävention einzusetzen. Dem wird entgegnet, dass mögliche positive Konsequenzen erst ab dem ersten Geschlechtsverkehr eintreten könnten, somit also keine Beschneidung im Kindesalter rechtfertigen, und dass Safer Sex eine wesentlich sicherere – und nebenwirkungsfreie – Vorbeugungsmaßnahme ist. Das Beschnitten-Sein erzeuge beim Beschnittenen eine Illusion der Sicherheit, die ihn dazu verleite, keine Vorkehrungsmaßnahmen gegen sexuell übertragbare Krankheiten zu ergreifen oder zu praktizieren. So dokumentierte eine Studie im Jahr 2000, dass beschnittene Männer mit geringerer Wahrscheinlichkeit bereit sind, Kondome zu benutzen. Zudem schützt im Beispiel HIV die Beschneidung nicht Sexualpartnerinnen vor einer Ansteckung.
Bezüglich des verringerten Risikos für Peniskrebs wird eingewandt, dass die Wahrscheinlichkeit einer Erkrankung sehr gering ist (0,5 % aller Krebsfälle), Peniskrebs fast ausnahmslos Männer über 50 Jahre trifft und somit keine indikationslose Beschneidung im Kindesalter rechtfertigt. Laut Gellis sterben jährlich mehr Menschen an Komplikationen im Rahmen der Zirkumzision als an Peniskrebs.
Befürworter einer gesetzlichen Klarstellung zugunsten der Beschneidung (zum Beispiel Volker Beck, Parlamentarischer Geschäftsführer der GRÜNEN im deutschen Bundestag), wiesen darauf hin, dass den Säuglingen oder Jungen noch höhere Risiken drohen, wenn andere als Ärzte sie beschneiden. Sie prophezeiten einen „Beschneidungstourismus“ für den Fall, dass die Beschneidung in Deutschland verboten würde.
Beschneidungsgegner verweisen unter anderem auf zahlreiche Todesfälle nach Beschneidungen.
Kritiker argumentieren: Die Vorhaut ist nicht ein nutzloses Stück Haut, sondern im Gegenteil einer der empfindungsfähigsten Bereiche des Penis. Zudem ist die Vorhaut dazu da, die Eichel vor Austrocknung und Verhornung zu schützen und empfindsam zu halten. Die Amputation der Vorhaut führt auf mehreren Wegen zu deutlichen Sensibilitätseinbußen.

#### Abgrenzung zur weiblichen Genitalverstümmelung
Der Begriff weibliche Genitalverstümmelung (seltener: ‚Vaginalverstümmelung‘) subsumiert Eingriffe, bei denen Strukturen der Vulva dauerhaft verändert werden. Diese Eingriffe sind in der Regel traditionell-rituell motiviert (z. B. Initiationsritus); sie werden von zahlreichen internationalen Organisationen wie den Vereinten Nationen, UNICEF, Entwicklungsfonds der Vereinten Nationen für Frauen und der WHO als Verletzung des Menschenrechts auf körperliche Unversehrtheit kritisiert. Viele dieser Organisationen unterstützen Projekte, die bewirken sollen, dass diese Beschneidungen verboten oder nicht mehr durchgeführt werden. In vielen westlichen Ländern ist weibliche Genitalverstümmelung jeder Art strafbar. Bei beiden Geschlechtern werden Beschneidungen aus rituellen Gründen vorgenommen (und/oder seltener, um ein Genital im Sinne eines Schönheitsideals „schöner“ zu machen). Die schädlichen Auswirkungen einer Vaginalbeschneidung auf Gesundheit und Sexualität werden in vielen Ländern als maßgeblich für eine moralische und rechtliche Verurteilung erachtet; die einer Zirkumzision dagegen nicht. Mehrere Autoren kritisieren diese generelle Ungleichbehandlung in der Bewertung der männlichen und weiblichen Beschneidung.
Die sehr negativen Folgen für Gesundheit und Sexualfunktion bei schweren Formen der weiblichen Genitalverstümmelung (wie Infibulation und Klitoridektomie) werden nicht in Frage gestellt; einige Autoren halten die männliche Beschneidung für durchaus vergleichbar mit weniger umfassenden Arten von Vaginalbeschneidungen. Frauen besitzen mit der Klitorisvorhaut eine anatomisch analoge Struktur zur Vorhaut des Mannes.
Die Entfernung der Klitorisvorhaut bei Minderjährigen, welche (auch in westlichen Ländern) erwachsene Frauen aus kosmetischen Motiven vornehmen lassen, gilt nach dem Definitionskriterium Typ Ia der WHO als ein Fall von Genitalverstümmelung. Entsprechend findet sich die Forderung, auch die Zirkumzision des Mannes als „männliche Genitalverstümmelung“ (englisch male genital mutilation) zu werten. Bei der Einstufung der weiblichen Beschneidung als Menschenrechtsverletzung wird nicht nach Schwere und Umfang unterschieden. Eine generelle rechtliche und ethische Ungleichbehandlung der Beschneidung von Männern und Frauen unabhängig von Umfang und Schwere des Eingriffs wird von verschiedenen Autoren kritisch hinterfragt und als Verstoß gegen den Gleichheitssatz und Ausdruck von Doppelmoral kritisiert.
Eine im Jahr 2010 gestartete Initiative der American Academy of Pediatrics, die eine kleine Einkerbung der Klitorisvorhaut („ritual nick“) als kultursensitive Kompromisslösung vorgesehen hatte, wurde nach öffentlichen Protesten gestoppt, der Eingriff bleibt damit in den USA illegal. Laut Raj Bhopal, Professor für Gesundheitswissenschaften an der University of Edinburgh, würden mit der Entscheidung ungleiche Standards für beide Geschlechter angesetzt: die Gründe für die Rücknahme des „ritual nick“ würden gleichermaßen für die männliche Beschneidung gelten. Die Anthropologin Kirsten Bell kritisierte 2005 den unausgewogenen Diskurs zur Beschneidung bei beiden Geschlechtern als Form des Gender Bias: der unkritischen Akzeptanz der männlichen Beschneidung stehe eine unhinterfragte Verurteilung der weiblichen Beschneidung gegenüber. Ebenso argumentiert (2009) der Anthropologe Carlos D. Londoño Sulkin, dass Zirkumzision ebenso als Genitalverstümmelung angesehen werden könne und dass viele Menschen im Westen die Beschneidung von Männern als unproblematisch akzeptieren, es jedoch schwer finden, auch die Beschneidung von Frauen so zu sehen. Der Kulturpsychologe Richard Shweder sah 2003 keinen Grund, die Beschneidung bei Mädchen und Frauen (sofern diese auf die Entfernung von Klitorisvorhaut und inneren Schamlippen beschränkt bleibt) anders zu werten als die Zirkumzision.
Irmingard Schewe-Gerigk, Vorstandsvorsitzende des Vereins Terre des Femmes, äußerte im November 2012, eine Rechtsänderung zugunsten der männlichen Beschneidung würde dem generellen Verbot der Vaginalbeschneidung die Grundlage entziehen. Die der Zirkumzision vergleichbaren, sogenannten „milden Formen“ der weiblichen Beschneidung würden legitimiert.
Im Rahmen des deutschen Gesetzgebungsverfahrens zur Einführung eines § 226a StGB (Genitalverstümmelung) wurde bei der Anhörung im Rechtsausschuss vom Sachverständigen Bernhard Hardtung, Professor für Strafrecht an der Universität Rostock, konstatiert, dass ein Körperverletzungs-Sondertatbestand, der nur für weibliche Opfer gelte, wegen Verstoßes gegen den Gleichheitssatz und das Benachteiligungsverbot in Art. 3 GG verfassungswidrig sei, da die leichten Formen der Mädchenbeschneidung in ihrer Unrechtsschwere mit der (weiterhin erlaubten) Knabenbeschneidung vergleichbar seien. Der Bundestag schloss sich dieser Auffassung nicht an und verabschiedete § 226a StGB wie geplant in einer nur auf weibliche Genitalien bezogenen Fassung. Tonio Walter, Professor für Strafrecht an der Universität Regensburg, sieht in diesem neu geschaffenen Paragrafen einen Verstoß gegen den Verfassungsgrundsatz, „dass niemand wegen seines Geschlechts benachteiligt oder bevorzugt werden darf“, und prognostiziert: „ihn [§226a StGB] wird das Bundesverfassungsgericht kassieren“.

## Regelung der Beschneidung Minderjähriger in einzelnen Staaten

### Europa

#### Deutschland

##### Straf- und Zivilrecht
In Deutschland gab es bis zum 12. Dezember 2012 keine spezielle gesetzliche Regelung zur Beschneidung minderjähriger Jungen. Nach dem Standardkommentar zum Strafgesetzbuch von Thomas Fischer, 59. Auflage. 2012, wurde der Tatbestand der Körperverletzung wohl bejaht und die Frage, ob die Einwilligung der Sorgeberechtigten die Rechtswidrigkeit beseitigt, im Hinblick auf § 228 als umstritten bezeichnet.
- Im Jahr 2004 fällte das Landgericht Frankenthal ein Urteil zur Beschneidung durch Nicht-Mediziner; dieses verneinte eine rechtlich wirksame Einwilligung der Eltern: „Die Einwilligung der Eltern in den medizinisch nicht indizierten, von einem Nichtmediziner unter unsterilen Bedingungen durchgeführten Eingriff stellt einen Sorgerechtsmissbrauch dar und besitzt daher keine rechtfertigende Wirkung.“[271]
- Im August 2007 bewilligte das Oberlandesgericht Frankfurt am Main Prozesskostenhilfe, da eine vom nicht sorgeberechtigten muslimischen Vater ohne Zustimmung der sorgeberechtigten Mutter veranlasste Beschneidung eines noch nicht einwilligungsfähigen Kindes eine Verletzung des Selbstbestimmungsrechtes des Kindes darstelle.[272] (siehe Selbstbestimmungsrecht)
- Das Landgericht Köln sprach am 7. Mai 2012 in zweiter Instanz[273] ein Urteil,[274] das die Zirkumzision als Körperverletzung nach § 223 Abs. 1 StGB einstuft, welche durch eine religiöse Motivation nach Artikel 4 Abs. 1, Abs. 2 GG und den Wunsch der Eltern nach Artikel 6 Abs. 2, S. 1 GG nicht gerechtfertigt werde und die nicht im Wohle des Kindes sei.[275] Der Angeklagte Arzt wurde jedoch nach § 17 S. 1 StGB freigesprochen, da die Richter ihm einen unvermeidbaren Verbotsirrtum attestierten.[276]

Das Urteil des Landgerichts Köln führte zu einer breiten öffentlichen Debatte („Beschneidungsdebatte“) über Legitimität und Legalität der Beschneidung Minderjähriger.
Am 19. Juli 2012 stimmte der Deutsche Bundestag mit großer Mehrheit einem gemeinsamen Entschließungsantrag von CDU/CSU, SPD und FDP zu, der die Bundesregierung aufforderte, im Herbst 2012 „einen Gesetzentwurf vorzulegen, der sicherstellt, dass eine medizinisch fachgerechte Beschneidung von Jungen ohne unnötige Schmerzen grundsätzlich zulässig ist“.
Am 23. August 2012 kam es zu einer öffentlichen Plenarsitzung des Deutschen Ethikrates zu dem Thema unter Beteiligung von Leo Latasch, Ilhan Ilkilic, Reinhard Merkel, Wolfram Höfling und Peter Dabrock. Den Vorsitz hatte Christiane Woopen. Trotz „tiefgreifender Differenzen“ einigte man sich auf vier Mindestanforderungen für eine gesetzliche Regelung: umfassende Aufklärung und Einwilligung der Sorgeberechtigten, qualifizierte Schmerzbehandlung, fachgerechte Durchführung des Eingriffs sowie Anerkennung eines entwicklungsabhängigen Vetorechts des betroffenen Jungen.
Am 28. September 2012 wurde ein vom Bundesministerium der Justiz ausgearbeitetes Papier „Beschneidung von Jungen – Eckpunkte einer Regelung“ zur Expertenanhörung vorgelegt. Es schlug vor, in das Bürgerliche Gesetzbuch einen § 1631d, Beschneidung des männlichen Kindes, einzufügen:
"(1) Die Personensorge umfasst auch das Recht, in eine medizinisch nicht erforderliche Beschneidung des nicht einsichts- und urteilsfähigen männlichen Kindes einzuwilligen, wenn diese nach den Regeln der ärztlichen Kunst durchgeführt werden soll. Dies gilt nicht, wenn durch die Beschneidung auch unter Berücksichtigung ihres Zwecks das Kindeswohl gefährdet wird.
(2) In den ersten sechs Monaten nach der Geburt des Kindes dürfen auch von einer Religionsgesellschaft dazu vorgesehene Personen Beschneidungen gemäß Absatz 1 durchführen, wenn sie dafür besonders ausgebildet und, ohne Arzt zu sein, für die Durchführung der Beschneidung vergleichbar befähigt sind."
Die kinderpolitischen Sprecher von SPD, Die Grünen und Linkspartei im Bundestag wandten sich gemeinsam gegen den Entwurf. Wolfram Hartmann, Präsident des Verbandes der Kinder- und Jugendärzte, kritisierte an diesem Gesetzesentwurf, dass ein solcher Eingriff nach den Regeln der ärztlichen Kunst nicht durch einen Nicht-Arzt erfolgen könne.
Der Entwurf wurde am 10. Oktober 2012 vom Bundeskabinett als Entwurf eines Gesetzes über den Umfang der Personensorge bei einer Beschneidung des männlichen Kindes verabschiedet und gemäß Art. 76 Abs. 2 Satz 1 des Grundgesetzes dem Bundesrat zugeleitet, der am 2. November 2012 keine Einwände erhob. Die Bundestagsabgeordneten M. Rupprecht, D. Golze, K. Dörner u. a. legten am 8. November 2012 einen Gegenentwurf vor, der ein Schutzalter von 14 Jahren vorsah. Beide Entwürfe wurden am 22. November 2012 erstmals im Bundestag behandelt und anschließend an den Rechtsausschuss des Deutschen Bundestages überwiesen, der dazu am 26. November eine öffentliche Experten-Anhörung abhielt.
Am 12. Dezember 2012 nahm der Bundestag in dritter Lesung mit 434:100 Stimmen bei 46 Enthaltungen den Gesetzentwurf der Bundesregierung an. Der Bundesrat stimmte am 14. Dezember 2012 zu. Die Verkündung erfolgte im Bundesgesetzblatt vom 27. Dezember 2012; das Gesetz ist damit seit 28. Dezember 2012 als § 1631d BGB in Kraft.
Im Dezember 2012 ergab eine im Auftrag des Vereins Mogis (Missbrauchsopfer gegen Internetsperren) von Infratest dimap erstellte Umfrage, dass 24 % der Befragten dieses Gesetz befürworteten und 70 % es ablehnten.
Am 30. August 2013 bestätigte das Oberlandesgericht Hamm (3 UF 133/13) durch Beschluss eine erstinstanzliche Entscheidung des Amtsgerichts – Familiengericht – Dortmund. Die geschiedenen Kindeseltern stritten im einstweiligen Anordnungsverfahren darüber, ob die (mittlerweile anderweitig verheiratete) Kindesmutter aus Kenia ihren sechs Jahre alten Sohn beschneiden lassen darf. Der Sohn lebt im Haushalt der Mutter, die auch das alleinige Sorgerecht hat. Das OLG entschied, dass die Voraussetzungen für eine Einwilligung der sorgeberechtigten Mutter in eine Beschneidung im verhandelten Fall nicht vorlägen. Auch wenn ein Sechsjähriger noch nicht in der Lage sei, über die Beschneidung seines Penis selbst zu entscheiden, verpflichte die gesetzliche Vorschrift die sorgeberechtigten Eltern und auch den Arzt, die Beschneidung mit dem Kind in einer seinem Alter und Entwicklungsstand entsprechenden Art und Weise zu besprechen und die Wünsche des Kindes bei der elterlichen Entscheidung zu berücksichtigen. Eine diesen Anforderungen entsprechende Beteiligung des Kindes habe im vorliegenden Fall nicht stattgefunden. Die von den sorgeberechtigten Eltern oder einem allein sorgeberechtigten Elternteil ausgesprochene Einwilligung zur Beschneidung sei zudem nur dann wirksam, wenn diese(r) über den Eingriff zuvor ordnungsgemäß und umfassend ärztlich aufgeklärt worden sei(en) (siehe auch Informierte Einwilligung). Das OLG berücksichtigte bei seiner Abwägung auch weitere Umstände des Einzelfalls.
Ein Jahr nach Inkrafttreten von §1631d BGB forderten der Berufsverband der Kinder- und Jugendärzte, die Deutsche Akademie für Kinder- und Jugendmedizin, Terre des Femmes u. a. die Aufhebung der Vorschrift. Wolfram Hartmann wies darauf hin, dass nach verbandsinternen Erhebungen die Zahl der Komplikationen in Folge von Zirkumzisionen unverändert hoch seien. Der Strafrechtler Reinhard Merkel forderte eine Meldepflicht für schwere gesundheitliche Folgen nach Beschneidungen. Diese seien zwar selten, kämen aber dennoch vor. Putzke kritisierte das Gesetz als „inkonsistent“ und „offenkundig verfassungswidrig“ und vertrat die Ansicht, die medizinische Qualifikation der Mohalim sowie die Schmerzbehandlung beim Eingriff seien unzureichend.

##### Sozialrecht
Die gesetzlichen Krankenkassen übernehmen die Kosten einer Zirkumzision nur, sofern diese medizinisch notwendig ist. Kosten für eine aus ästhetischen oder religiösen Gründen vorgenommene Beschneidung werden von ihnen nicht getragen.
Im Oktober 2013 teilte die Kassenärztliche Bundesvereinigung der Frankfurter Allgemeinen Sonntagszeitung (FAS) mit, dass die Zahl der ambulanten Beschneidungen von Jungen unter fünf Jahren in den Jahren 2008 bis 2011 um 34 % gestiegen ist. Die Kinderchirurgen in Deutschland führen nach eigenen Angaben rund 21.000 Beschneidungen im Jahr durch. Bei etwa 300 Euro je Eingriff kostet dies demnach etwa sechs Millionen Euro. Maximilian Stehr, Vorsitzender der ‚Arbeitsgemeinschaft Kinderurologie‘ in der Deutschen Gesellschaft für Kinderchirurgie (DGKCH), sagte der FAS, so werde klar, „warum der Aufschrei der niedergelassenen Kollegen […] nach dem Kölner Beschneidungsurteil so heftig ausfiel“. Die FAS vermutet, dass Ärzte „bei der Abrechnung tricksen“, da im ambulanten Bereich die teurere Vorhautplastik, bei der die Vorhaut erhalten bleibt, bis zu 20 Mal häufiger abgerechnet wird als die vollständige Entfernung der Vorhaut. Eine Sprecherin der AOK sagte, für die Krankenkassen sei nicht nachvollziehbar, welche Operation tatsächlich vorgenommen wurde. Einem ähnlichen Bericht von NDR Radio vom 15. Januar 2015 widersprach Oliver Hakenberg, Generalsekretär der Deutschen Gesellschaft für Urologie: Es bestehe eine umfassende Dokumentationspflicht für Urologen, wobei die Kassenärztlichen Vereinigungen entweder eine Fotodokumentation oder einen pathologischen Befund der entfernten Vorhaut verlangten. Für Patienten und Ärzte sei es sowohl abwegig wie peinlich, Genitalfotos anfertigen zu müssen, nur um die Kontrolleure der Abrechnungsstelle zufrieden zu stellen. Die pathologische Untersuchung einer entfernten Vorhaut sei nur in Ausnahmefällen sinnvoll. Wenn sie nur zu eng war, sei eine Gewebeuntersuchung nutzlos. Die DGU verwahrte sich daher gegen den Betrugsvorwurf und forderte von den Kassenärztlichen Vereinigungen, absurden und kostentreibenden Verwaltungsbürokratismus zu beenden.
Das Oberverwaltungsgericht Lüneburg entschied 2002, dass der Sozialhilfeträger zur Übernahme der Kosten einer religiös motivierten, medizinisch fachgerechten Beschneidung verpflichtet ist.

##### Anrufungen des Bundesverfassungsgerichtes
Am 8. Februar 2013 nahm das Bundesverfassungsgericht die Verfassungsbeschwerde eines im Jahr 1991 als Sechsjähriger beschnittenen Mannes gegen § 1631 d BGB nicht an, da der Mann von dem Gesetz nicht betroffen ist, da er bereits beschnitten war. Am 13. Februar 2013 wies es den Antrag eines Vaters auf Erlass einer einstweiligen Anordnung gegen die Übertragung des alleinigen Sorgerechts für seinen Sohn auf die vermutlich die Beschneidung beabsichtigende Kindesmutter ab, da durch § 1631d BGB das Anrufen anderer Gerichte möglich sei.

#### Österreich
In Österreich ist Körperverletzung wie in Deutschland strafbar, ohne dass es eine Sonderregelung für Beschneidungen gibt. Anders als in Deutschland ist in den österreichischen Verfassungsgesetzen kein ausdrückliches Grundrecht auf körperliche Unversehrtheit verankert. Jedoch erklärt § 137 Abs. 2 ABGB „die Anwendung jeglicher Gewalt und die Zufügung körperlichen oder seelischen Leides“ durch die Eltern für unzulässig. Laut § 90 Abs. 3 StGB kann „in eine Verstümmelung oder sonstige Verletzung der Genitalien, die geeignet ist, eine nachhaltige Beeinträchtigung des sexuellen Empfindens herbeizuführen“, selbst von Erwachsenen nicht eingewilligt werden. Das „Israelitengesetz“ von 1890 berechtigt die Israelitische Religionsgesellschaft und ihre Mitglieder, „Kinder und Jugendliche auch außerhalb der Schule durch alle traditionellen Bräuche zu führen und entsprechend den religiösen Geboten zu erziehen“ (§ 9 Abs. 4).
Die Beschneidung von Jungen aus religiösen Gründen wird vom österreichischen Justizministerium nicht für strafbar gehalten (Stand 2012), begründet wurde dies mit dem Elternrecht. Gesundheitsminister Alois Stöger sagte im Juli 2012, die Debatte über religiöse Beschneidungen in Österreich sei eine „aufgesetzte Diskussion“. Es sei ein Thema aus Deutschland übernommen worden, „das nicht wichtig ist“.

#### Großbritannien
Aufgrund der 1949 im British Medical Journal erschienenen Abhandlung The Fate of the Foreskin von Douglas Gairdner, in der die Funktionen der Vorhaut beschrieben und die routinemäßige Beschneidung als überflüssig und nachteilig abgelehnt wurde, stellten die britischen Krankenkassen die Kostenübernahme für den Eingriff ein. In der Folge sanken die Beschneidungsraten in Großbritannien innerhalb kurzer Zeit drastisch von 30 % im Jahr 1950 auf heute unter 0,5 %. Bis 1945 (oder länger) lag die Beschneidungsrate in der anglikanischen und katholischen Ober- und Mittelschicht bei über 95 %.
Die British Medical Association gab 2004 Richtlinien zur männlichen Beschneidung heraus. Darin skizzierte sie die unterschiedlichen Meinungen, ob eine nicht-therapeutische Beschneidung vorteilhaft, neutral oder schädlich sei. Schaden oder Nutzen der Operation seien nicht eindeutig belegt. Die BMA gibt darin keine besonderen Richtlinien zur „rituellen Beschneidung“ und hält Eltern grundsätzlich für berechtigt, die Entscheidung über den Eingriff anstelle ihrer Kinder zu treffen.

#### Frankreich
Die französische Regierung begründet die Zulässigkeit der Zirkumzision mit der in der Verfassung garantierten Religionsfreiheit. Explizite Vorschriften gibt es jedoch nur in Elsass-Lothringen, wo ein kaiserliches Dekret von 1862 die Zertifizierung von Mohalim regelt.

#### Schweden
In Schweden ist die Zirkumzision ohne medizinische Indikation an Jungen unter 18 Jahren seit 2001 durch das „Lag (2001:499) om omskärelse av pojkar“ (Gesetz betreffend die Beschneidung von Jungen) geregelt. Danach sind solche Zirkumzisionen als chirurgischer Eingriff grundsätzlich von einem approbierten Arzt und unter Anästhesie durchzuführen. Bei einem Jungen bis zu zwei Monaten kann auch eine andere befähigte Person mit staatlicher Zulassung die Zirkumzision vornehmen. Dies gilt namentlich für Personen, die von Glaubensgemeinschaften vorgeschlagen werden, in denen die Beschneidung Teil der religiösen Tradition ist.
Personen, die die Zirkumzision ohne die notwendige Qualifikation oder Zulassung vornehmen, droht das Gesetz Geldstrafe oder Freiheitsstrafe bis zu sechs Monaten an. Die Beschneidung bedarf der Zustimmung der Sorgeberechtigten. Sie darf nicht gegen den Willen des Kindes erfolgen, sofern es das Alter und die notwendige Reife für eine solche Erklärung hat.

### Nordamerika

#### Vereinigte Staaten
In den USA fiel die Beschneidungsrate im Säuglingsalter von 83 % in den 1960er-Jahren auf 77 % im Jahr 2010. Der Anteil von Neugeborenen-Beschneidungen in Krankenhäusern der USA ist nach Angaben der Centers for Disease Control and Prevention (CDC) von 64,7 % im Jahr 1980 auf 58,3 % im Jahr 2010 zurückgegangen. Die fallende Tendenz erklärt sich teilweise durch den steigenden Anteil an Hispanics, die ihre Kinder nicht so häufig beschneiden lassen wie der Rest der Bevölkerung. Regional ist die Situation in den USA besonders uneinheitlich (z. B. wegen der verschieden starken Bevölkerungsgruppen); somit können auch gegenläufige Strömungen und höhere Prozentangaben lokalisiert werden. Ein wesentlicher Faktor ist die Kostenerstattung durch Medicaid. 2012 gab es 18 Bundesstaaten, die im Rahmen von Medicaid nicht mehr für die Kosten einer Säuglingsbeschneidung aufkommen. Der Berufsverband US-amerikanischer Kinderärzte, die American Academy of Pediatrics (AAP), befürwortet hingegen die Kostenerstattung durch Dritte. Zwar seien die gesundheitlichen Vorteile der Zirkumzision nicht groß genug, um eine Routinebeschneidung männlicher Neugeborener zu empfehlen, sie seien aber ausreichend groß, um den Zugang dazu für Familien zu rechtfertigen, die dies wünschen.
Obwohl mit nur sehr wenigen Ausnahmen praktisch keine christliche Kirche die Zirkumzision zu einem doktrinären Glaubensgrundsatz erhebt, finden die meisten religiös begründeten Beschneidungen heute in den USA unter Christen, hier besonders den Evangelikalen, statt. Gründe hierfür sind unter anderen, dem Beispiel Jesu folgen zu wollen oder dem Wort Gottes selbst dort zu folgen, wo dies nicht ausdrücklich verlangt wird. Stark zur Verbreitung dieser Einstellung unter Christen hat dabei das 1963 veröffentlichte Buch None of These Diseases des christlichen Mediziners S. I. McMillen beigetragen.
Nachdem in San Francisco 2011 eine kommunale Volksabstimmung über ein Verbot der Routine-Beschneidung gerichtlich für unzulässig erklärt wurde, trat im Oktober 2011 in Kalifornien ein Gesetz in Kraft, das Beschneidungsverbote auf lokaler oder regionaler Ebene untersagt.

#### Kanada
Auch in Kanada zahlen die Krankenkassen den für überflüssig erachteten Eingriff nicht mehr. Die Beschneidungsrate ist stark gesunken.

### Australien
Auch in Australien sinkt die Beschneidungsrate drastisch. Das Royal Australasian College of Physicians (RACP) schätzte im Jahr 2010, dass zwischen 10 % und 20 % aller männlichen Säuglinge beschnitten worden sind. Medicare Australia schätzt, dass im Jahr 2016/2017 nur noch 4 % der männlichen Säuglinge beschnitten worden sind.

### Asien

#### Israel
In Israel ist die Beschneidungsrate sehr hoch. Nach einer Online-Umfrage des Elternportals Mamy im Jahr 2006 liegt sie bei 95 %. Ben Shalem, eine Organisation zur Abschaffung der Beschneidung, reichte 1999 eine Petition beim Obersten Gericht ein mit der Begründung, die Beschneidung verstoße gegen Menschenwürde, Kinderrechte und Strafrecht. Die Petition wurde abgewiesen.

#### Japan
Japan hat eine der niedrigsten Beschneidungsraten der Welt. Es wird geschätzt, dass nur etwa 1 % der Japaner beschnitten sind. Japaner leiden laut Studien aber nicht häufiger unter Harnwegsinfekten, sexuell übertragbaren Krankheiten oder Peniskrebs als US-Amerikaner, weshalb viele Ärzte einen tatsächlichen medizinischen Nutzen der männlichen Beschneidung anzweifeln.

## Darstellung in der Kunst
- Thomas Mann schildert in seinem vierbändigen Roman Joseph und seine Brüder (veröffentlicht zwischen 1933 und 1943) eine Möglichkeit der Entstehung des Brauchs als Beschwichtigungs- und Unterwerfungsgeste gegenüber der archaisch-kriegerischen und ursprünglich nomadischen Gottheit „Jahu“, den er als angeblichen Vorläufer des alttestamentlichen JHWH darstellte.[334]
- Orazio Gentileschi (1563–1639): Circumcision. Tafelbild, Öl auf Leinwand, 390 × 252 cm, um 1606 (Church of Gesù, Ancona, dep. Pinacoteca Communale).
- Rembrandt van Rijn (1606–1669): Die Beschneidung Christi (oder Die Beschneidung im Stall). Radierung, 1654.
- Ein kleiner Schnitt, deutsche Kurzfilmkomödie (2021)

## Deutungen in der Psychoanalyse
Die Psychoanalyse nach Sigmund Freud (1856–1939) sah in der Zirkumzision und der dadurch genährten Kastrationsangst eine der wesentlichsten Ursachen des unbewussten Antisemitismus. Freud zufolge werde die Beschneidung mit der Kastration gleichgesetzt und die Juden dafür gehasst. Beispielsweise war der Stürmer-Herausgeber Julius Streicher derart auf die Thematik fixiert, dass er in Privatgesprächen die Beschneidung ebenso häufig wie „den Juden“ an sich erwähnte. Freud erklärte 1913 in seinem Werk Totem und Tabu, dass die Beschneidung ein Kastrationsäquivalent darstelle, welches das Inzestverbot auf das wirksamste unterstütze. Es würde durch die unbewusste Furcht vor Vergeltung des zum Vater gewordenen Mannes angeregt beziehungsweise motiviert. In ihm lebe noch die unbewusste Erinnerung an eigene inzestuöse und feindselige Regungen der Kindheit, die seinen Eltern galten. Der Vater fürchte, dass sein Kind diese Wünsche realisieren und dass es selbst deren geschädigtes Objekt sein könnte. Die Beschneidung solle einen Inzest verhindern.
Theodor Reik (1888–1969, ein österreichisch-amerikanischer Psychoanalytiker jüdischer Konfession und ein bekannter Schüler Freuds) schrieb 1915 in seinem Werk Die Pubertätsriten der Wilden: über einige Übereinstimmungen im Seelenleben der Wilden und der Neurotiker:

„Als eine der wenigen rühmlichen Ausnahmen unter den Völkerforschern, die sich nicht der landläufigen Ansicht über den Zweck der Beschneidung [wonach diese angeblich die Zeugungsfähigkeit des jungen Mannes steigern solle] anschlossen, sei Strehlow erwähnt. Dieser Missionar macht geltend, daß durch die schmerzhafte Operation ‚die an keinen Gehorsam gewöhnten Jungen unter die Autorität der Alten gebracht werden; sie sollen den Alten gehorchen […] Nach dieser Seite hin hat die Beschneidung, so grausam sie an und für sich ist, auf ungebundene, an keine Ordnung gewöhnte Naturvölker jedenfalls einen heilsamen Einfluß, da sie der Ausgelassenheit und Unbotmäßigkeit der in ihre Flegeljahre eintretenden Jugend steuert und ihnen die Autorität der Alten, deren Willen jetzt maßgebend für sie ist, zum Bewußtsein bringt […] Durch die Beschneidung soll den geschlechtlichen Ausschweifungen der erwachsenen Jugend ein Damm gesetzt werden. Die Operation wird ja gerade zu einer Zeit ausgeführt, in der bei den betreffenden Jungen der Geschlechtstrieb erwacht, der natürlich bei diesen Naturvölkern in einem stärkeren Maße auftritt‘.“

„Man darf wohl sein Erstaunen darüber äußern, daß keiner der zahlreichen Anthropologen, Völkerpsychologen und Religionsforscher, welche sich mit dem Problem der Beschneidung beschäftigt haben, den feindseligen Charakter dieser Operation erkannt hat […] Die meisten Forscher schließen sich sogar der von den Wilden selbst gegebenen Hypothese [siehe oben] an. Diese Art der intellektuellen Blindheit läßt sich psychologisch erklären, wenn man bedenkt, daß ähnliche psychische Hindernisse wie die, welche dem Bewußtsein der Primitiven die wirkliche Motivierung der Beschneidung fernhalten, auch in den Gelehrten wirksam sind.“

Anna Freud sieht die Beschneidung als mögliche Quelle von Neurose und Trauma.
Dem Psychoanalytiker Matthias Franz zufolge, kann eine Beschneidung im Alter von etwa fünf Jahren von den betroffenen Jungen als „Kastrationsandrohung“ erlebt werden, da sie entwicklungspsychologisch in der Konsolidierungsphase ihrer sexuellen Identität stattfindet. Die Drohung heiße im Erleben vieler Jungen: „Wenn du nicht tust, was Gott und deinem Vater gefällt, könntest du wieder beschnitten werden.“ Kulturgeschichtlich sei hier die Sexualität dem „Primat des Patriarchats“ unterstellt.

## Dokumentationen
- Jungenbeschneidung - Mehr als nur ein kleiner Schnitt. TV-Dokumentation, SWR 2023. Mitwirkend: Maximilian Steh – Kinderurologie und Kinderchirurgie.